# Joseph Luns
Joseph Marie Antoine Hubert (Joseph) Luns (Rotterdam, 28 augustus 1911 – Brussel, 17 juli 2002) was een Nederlands diplomaat en politicus. Tussen 1952 en 1971 diende hij in acht Nederlandse kabinetten als minister, de eerste vier jaar als minister zonder portefeuille en vanaf 1956 als minister van Buitenlandse Zaken. Van 1971 tot 1984 was hij secretaris-generaal van de NAVO.
Luns groeide op in achtereenvolgens Rotterdam, Vught en Amsterdam. Hij studeerde in Leiden en Amsterdam, en na zijn studietijd werd hij toegelaten tot de diplomatieke dienst. Als attaché zat hij tijdens de Tweede Wereldoorlog in Bern, Lissabon en Londen. Na de oprichting van de Verenigde Naties werd hij de Nederlandse gezant bij deze organisatie. In 1952 werd hij minister in het kabinet-Drees II. Vier jaar later werd hij minister van Buitenlandse Zaken, een positie die hij tot 1971 bekleedde. Tijdens deze periode was hij intensief betrokken bij de Europese integratie. Ook gaf hij jarenlang vorm aan het Nederlandse Nieuw-Guineabeleid dat de buitenlandse politiek van Nederland begin jaren 60 domineerde. Tijdens zijn ministerschap had Luns internationaal een naam opgebouwd als effectief minister en onderhandelaar, die zelfs de internationale betekenis van Nederland oversteeg. In zijn periode als secretaris-generaal van de NAVO zette hij zich in voor verbeterde trans-Atlantische betrekkingen en ontwapeningspolitiek. Na zijn pensioen bleef hij in Brussel wonen, waar hij in 2002 op bijna 91-jarige leeftijd overleed.
Het beleid van Luns kan het best gekenmerkt worden als realpolitik. Luns werd door zijn politieke tegenstanders neergezet als een conservatief en reactionair politicus. Historicus Martin Bossenbroek omschrijft Luns als "geen idealist, maar een realistische machtspoliticus en als zodanig een succesvol onderhandelaar, een conservatieve nationalist, 'maar niet reactionair'." Bossenbroek beschrijft hem verder als iemand die ruimtes vulde met zijn air, anekdotes, zijn lengte van 1,95 meter en ongezouten meningen.

## Familie
De familie Luns kwam oorspronkelijk uit het Westfaalse Helmern, waar de oudst bekende voorvader landbouwer was. Aan het einde van de 18e eeuw verhuisde Johann Theodor Meindolph Luns naar Amsterdam. Zijn nazaten waren kleine ondernemers die werkzaam waren als producenten van alcoholische dranken. De grootvader van Joseph Luns, Theodorus Johannes Bernardus, trad niet in hun voetsporen en ging werken voor een Amsterdamse bank. In de jaren 80 van de 19e eeuw werd hij door de bank uitgezonden naar Parijs, waar zijn twee kinderen Huib, de vader van Joseph, en François werden geboren.
Huib Luns ging in 1908 in Rotterdam werken als hoofdleraar aan de Academie in Decoratieve Kunst en Kunstnijverheid. Hij wist als schilder enige faam te verwerven en woonde ook enige tijd in Brussel. In april 1909 trouwde hij met de twintigjarige Harriët Louvrier. De familie van haar moeder was in 1871 uit de Elzas naar het Belgische Tongeren gevlucht, toen die regio na de Frans-Duitse Oorlog in Duitse handen kwam. Het echtpaar Luns kreeg zes kinderen: Theo (1910), Joseph (1911), Huib (1913), Georges (1915), Frank (1917) en Elisabeth (1928).

## Biografie

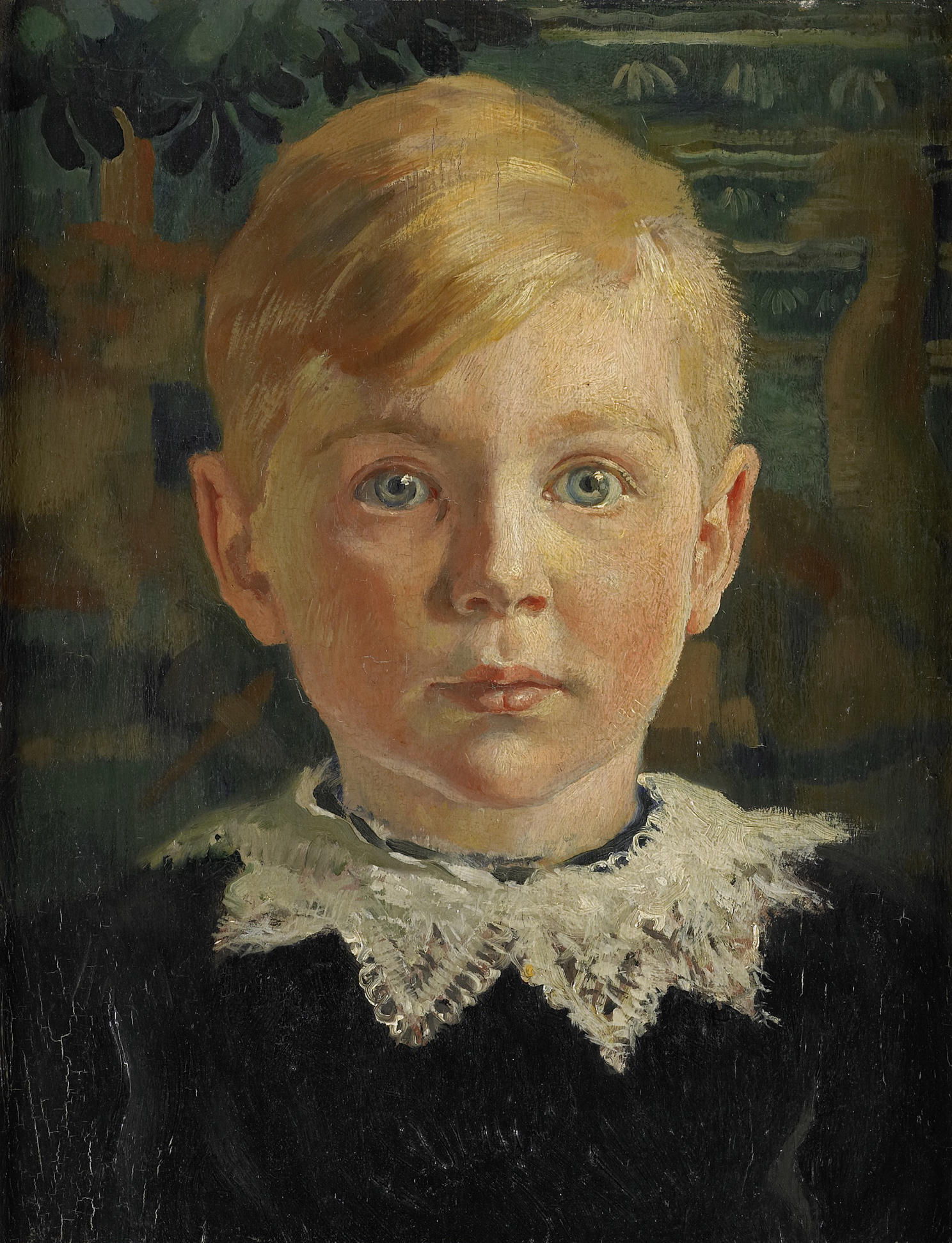
Kinderportret van Joseph Luns geschilderd door zijn vader

### Jeugd
Joseph Luns werd op 28 augustus 1911 aan de Spoorsingel te Rotterdam geboren. Het gezin vertrok in 1918 naar Vught, toen Huib Luns werd aangesteld als directeur van de Koninklijke Academie voor Kunst en Vormgeving in 's-Hertogenbosch. Joseph Luns ging in Vught naar de katholieke Petrusschool, waar hij een klasgenoot was van Karel van Rijckevorsel. In huize Luns was er veel interesse in de Franse cultuur en politiek, want Huib Luns sympathiseerde sterk met de zaak van de Action Française en was een aanhanger van Paul Déroulède en Henri Rochefort.
Het gezin Luns verhuisde in 1922 naar Amsterdam en vestigde zich aan de Valeriusstraat, nabij het Vondelpark. In de hoofdstad werd Joseph Luns onderwezen op het rooms-katholieke Sint Ignatiusgymnasium. Hier bleef hij in de tweede klas zitten en sloot hij een levenslange vriendschap met zijn klasgenoot Pieter Blaisse. In 1927 werd Luns in het katholieke internaat Instituut Saint-Louis te Brussel geplaatst. Daar blonk hij uit in Franse literatuur en aardrijkskunde, maar behaalde hij slechte resultaten voor wiskunde en natuurkunde. Na het behalen van zijn diploma meldde hij zich aan bij de officiersopleiding van het Koninklijk Instituut voor de Marine, maar werd niet toegelaten omdat hij drie dagen te laat was geboren. Vervolgens liep hij onder meer enige tijd stage bij de scheepvaartfirma Van Es & Van Ommeren. In maart 1931 werd Luns opgeroepen voor militaire dienst. Hij werd in Den Helder opgeleid tot zeemilicien en in Amsterdam tot seiner. Luns werd gestationeerd bij de kustwacht van de Wassenaarse Slag, waar hij een halfjaar diende.

### Studie
Luns meldde zich na zijn diensttijd aan voor de studie rechten, aanvankelijk op de Gemeentelijke Universiteit van Amsterdam, maar eind november 1932 schreef hij zich in in Leiden. Hij volgde onder andere colleges bij Julius Christiaan van Oven. Hoewel hij in Leiden was gaan studeren, speelde zijn studentenleven zich voornamelijk af in Amsterdam. Zo had hij zich in september 1933 ingeschreven als lid bij het Amsterdams Studenten Corps (ASC). Luns sprak zich na de muiterij op De Zeven Provinciën in het studentenblad Propria Cures sterk uit over het Nederlandse defensiebeleid. De toedracht van de muiterij weet hij aan het socialisme. Als freelancejournalist schreef hij voor verschillende bladen artikelen over de Nederlandse marine.
Begin jaren 30 was Joseph Luns ervan overtuigd dat de wereld op een grote internationale crisis afstevende. Hij was voorstander van een sterke en gerespecteerde overheid en was een radicaal tegenstander van bewegingen die de maatschappelijke orde wilden veranderen, zoals het socialisme. Dit zou een van de redenen zijn waarom Joseph samen met zijn broer in mei/juni 1933 lid werd van de Nederlandse Nationaal-Socialistische Beweging (NSB).

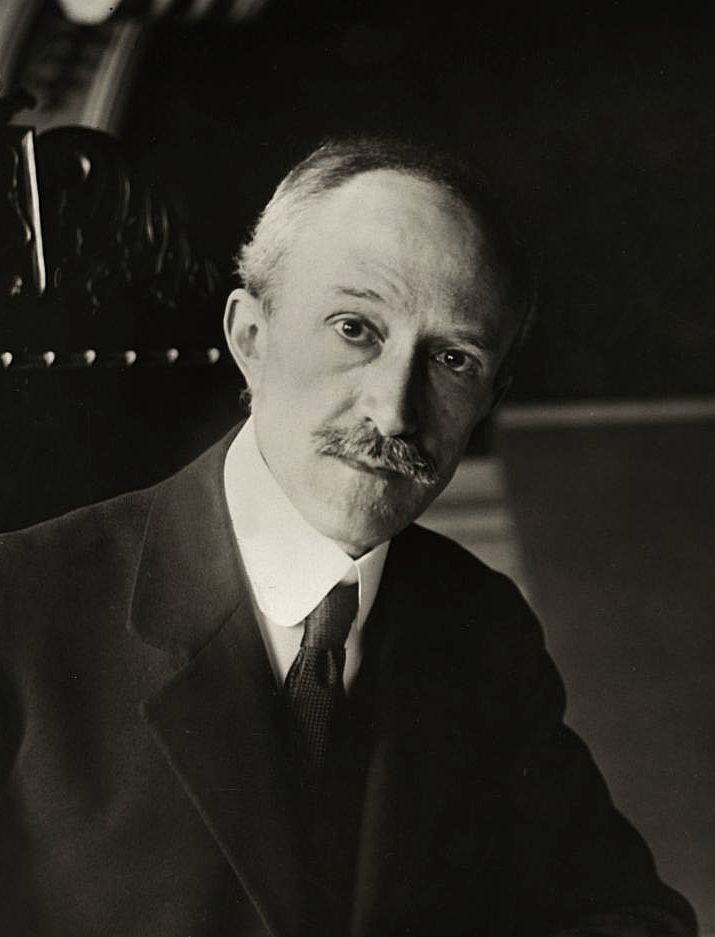
Minister Jacob Patijn maakte het mede mogelijk dat Luns ging werken voor de diplomatieke dienst, waar hij secretaris van Patijn werd.

In 1935 werd Luns verkozen tot rector van het ASC, en nadat hij het stokje had overgedragen aan zijn opvolger stortte hij zich op zijn afstuderen. In 1938 vertrok hij naar Londen om een halfjaar te studeren aan de London School of Economics. In Londen probeerde hij een plek te verwerven bij de diplomatieke dienst, waartoe hij uiteindelijk door minister Jacob Patijn werd toegelaten. In juni van dat jaar vertrok hij naar Berlijn voor een zomercursus aan het Deutsches Institut für Ausländer van de Humboldtuniversiteit om zich daar voor te bereiden op zijn attaché-examen.

### Diplomatieke dienst
Luns begon in oktober 1938 bij de diplomatieke dienst, waar hij op dat moment het jongste lid was. Hij werkte er als particuliere secretaris van de minister. Over de werkzaamheden die hij voor de dienst verrichtte na zijn huwelijksreis is weinig bekend. Wel maakte hij deel uit van de entourage van koningin Wilhelmina bij haar staatsbezoek aan België in mei 1939.

#### Attaché in Bern, Lissabon en Londen
In december 1939 kreeg Luns een plek in het Nederlands gezantschap te Bern, waar hij ging werken onder Johan Bosch van Rosenthal. Luns was de enige medewerker van de Nederlandse gezant en was om die reden voornamelijk bezig met het ontcijferen en coderen van geheime telegrammen. De Tweede Wereldoorlog maakte van het gezantschap in Bern een belangrijke post door de diplomatieke positie die het neutrale Zwitserland innam, en na de Franse capitulatie werd Bern tevens een belangrijke post voor de Nederlandse regering in ballingschap. Ook kwamen er in Zwitserland veel gevluchte Nederlandse joden aan en de eerste Engelandvaarders. Samen met generaal Aleid Gerhard van Tricht werkte Luns mee aan hun tocht naar Engeland.
Na het ontslag van Johann Gottlieb Sillem als speciaal gezant te Lissabon kwam er een wisseling van de wacht in Portugal en werd Luns overgeplaatst naar de Portugese hoofdstad. Hier was hij opnieuw belast met het ontcijferen en coderen van geheime telegrammen. Ook verstrekte hij Portugese visa aan Engelandvaarders op doorreis. Na de Nederlandse bezetting van Portugees-Timor verslechterde de relatie tussen de Nederlandse regering en Portugal, maar dankzij Britse bemiddeling mocht het Nederlandse gezantschap in het land blijven. Toen de voorzitter van de Italiaanse Fascistische Grote Raad, Dino Grandi, in Portugal aankwam, was Luns een van eerste diplomaten die hiervan op de hoogte was en wist hij een persoonlijk onderhoud met de man te krijgen, waardoor hij alle ins en outs te weten kwam van de val van Mussolini.
In november 1943 maakte Luns de overstap naar de afdeling Diplomatieke Zaken van het ministerie in Londen. Twee maanden later keerde hij voor vijf maanden terug naar Lissabon en uiteindelijk verwierf hij in oktober 1944 een plek op de Nederlandse ambassade in Londen. Hier werkte Luns autonoom onder ambassadeur Edgar Michiels van Verduynen. Luns was in Londen ook gedelegeerde bij het Intergovernmental Committee on Refugees en in mei 1945 werd hij bovendien belast met Duitse aangelegenheden. Hij bleef na de oorlog werkzaam bij de ambassade in Londen. In 1948 nam Luns samen met Michiels en Hirschfeld deel aan de Zesmogendhedenconferentie in Londen. Omdat Luns als een waardevol lid van de ambassade werd beschouwd, verzette Michiels zich lange tijd tegen een overplaatsing van Luns, maar in mei 1949 besloot minister Dirk Stikker hem te plaatsen bij de permanente vertegenwoordiging van de Verenigde Naties in New York.

#### Gezant bij de VN
Bij de Verenigde Naties werd hij de tweede man, naast Johan Willem Marius Snouck Hurgronje. Aan deze overplaatsing was een beloning verbonden, namelijk de verlening van de persoonlijke titel van ambassaderaad. Luns verkreeg die op 20 september 1949. In 1950 werd Snouck Hurgronje vervangen door Daniel Johannes von Balluseck, met wie Luns een goede werkrelatie kreeg. Het Nederlandse gezantschap begon dat jaar met een lobby om een zetel te bemachtigen in de Veiligheidsraad. Von Balluseck en Luns vergaarden hiervoor snel voldoende steun.
Von Balluseck en Luns woonden gezamenlijk de sessies van de Veiligheidsraad bij, die toen nog plaatsvonden in het tijdelijk hoofdkantoor in Lake Success nabij New York. In april 1951 stelde de raad een ontwapeningscommissie in waarvan Luns voorzitter werd. In het najaar trad hij in de Veiligheidsraad op als woordvoerder bij de behandeling van het Brits-Iraanse oliegeschil, waarbij hij namens Nederland aan de kant van de Britten stond. Hij kreeg in juli van dat jaar een auto-ongeluk op de Grand Central Parkway, wat hem een flinke hersenschudding, een tijdelijk verlamd linkerbeen en continue rugklachten opleverde.

### Ministerschap

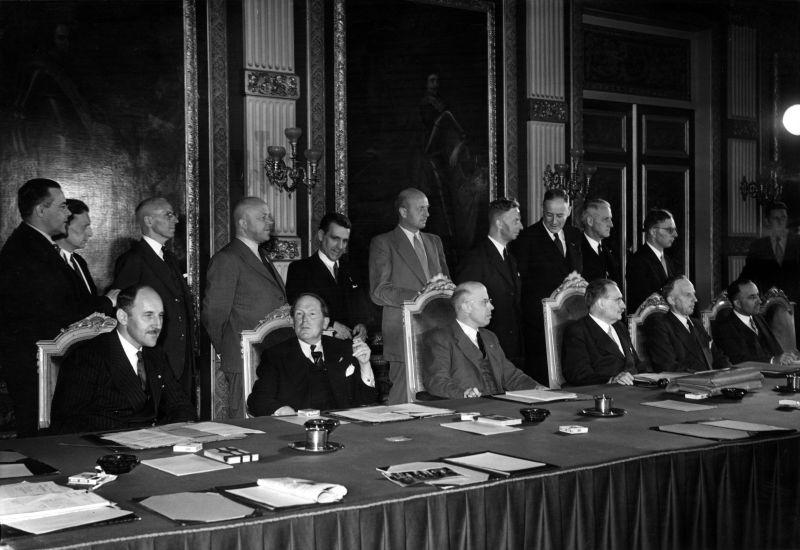
Het kabinet-Drees II voorafgaand aan zijn eerste ministerraadsvergadering. Luns zit links vooraan naast zijn collega Johan Willem Beyen.

#### Minister zonder portefeuille
In februari 1952 besprak Luns voor het eerst zijn mogelijke kandidatuur voor het ministerschap van Buitenlandse Zaken met KVP-voorman Carl Romme en diens vertrouwelingen senator Leo Beaufort en Tweede Kamerlid Marga Klompé. Hij werd voorgedragen voor deze post, maar de PvdA vond hem te jong en droeg de partijloze Jan Willem Beyen voor. De KVP ging niet akkoord, waardoor formateur Leendert Antonie Donker geen kabinet kon formeren. De nieuwe formateur, Kees Staf, slaagde erin Luns als minister zonder portefeuille naast Beyen te plaatsen, waardoor het kabinet-Drees II aan het werk kon. Op 2 september van dat jaar werd het kabinet beëdigd. Conform de Grondwet kon het land geen twee ministers van Buitenlandse Zaken hebben, vandaar Luns' aanstelling als minister zonder portefeuille. Hij kreeg toestemming om zich in het buitenland minister van Buitenlandse Zaken te noemen, maar mocht dat niet doen in het gezelschap van Beyen.
Luns werd de tweede man op het ministerie van Buitenlandse Zaken, maar de onderlinge taakverdeling tussen hem en Beyen was onduidelijk. Er werd afgesproken dat Beyen alle formele verplichtingen op zich zou nemen en dat Luns de VN in zijn portefeuille kreeg. Ruim een week na de beëdiging, op 11 september 1952, vertelde Luns op een persconferentie in New York dat hij de niet-Europese zaken en de VN zou behandelen. Ook de luchtvaart en de waterwegen zouden tot zijn pakket behoren. Er ontstond een conflict tussen de twee ministers toen Luns de steun van Nederland toezegde voor de toetreding van Spanje tot UNESCO. Deze kwestie lag nogal gevoelig in het kabinet en behoorde volgens Beyen tot zijn domein. Na een halfuur durende tirade van Beyen besloot Luns om zijn positie neer te leggen, maar Leo Beaufort wist hem hiervan te weerhouden. Na overleg kwamen de twee ministers tot een nieuwe taakverdeling, waarbij ook Indonesië en Nieuw-Guinea tot het takenpakket van Luns gingen behoren. De gespannen verhouding tussen Beyen en Luns bleef echter bestaan, maar gedurende hun ambtstermijn werd de onderlinge relatie tussen de twee wel beter.
Het kabinet besloot in oktober 1952 dat Nieuw-Guinea onderdeel zou blijven van het koninkrijk en dat het bleef streven naar zelfbeschikkingsrecht voor de Papoea's, waardoor er geen sprake kon zijn van machtsoverdracht van de regio aan de Indonesische Republiek. Luns zocht hiervoor buitenlandse steun, maar vernam van de Amerikaanse minister Dean Acheson dat zijn land niet zou interveniëren. Wel vond hij enige steun bij Australië, maar verder dan een intentieverklaring kwam het niet.

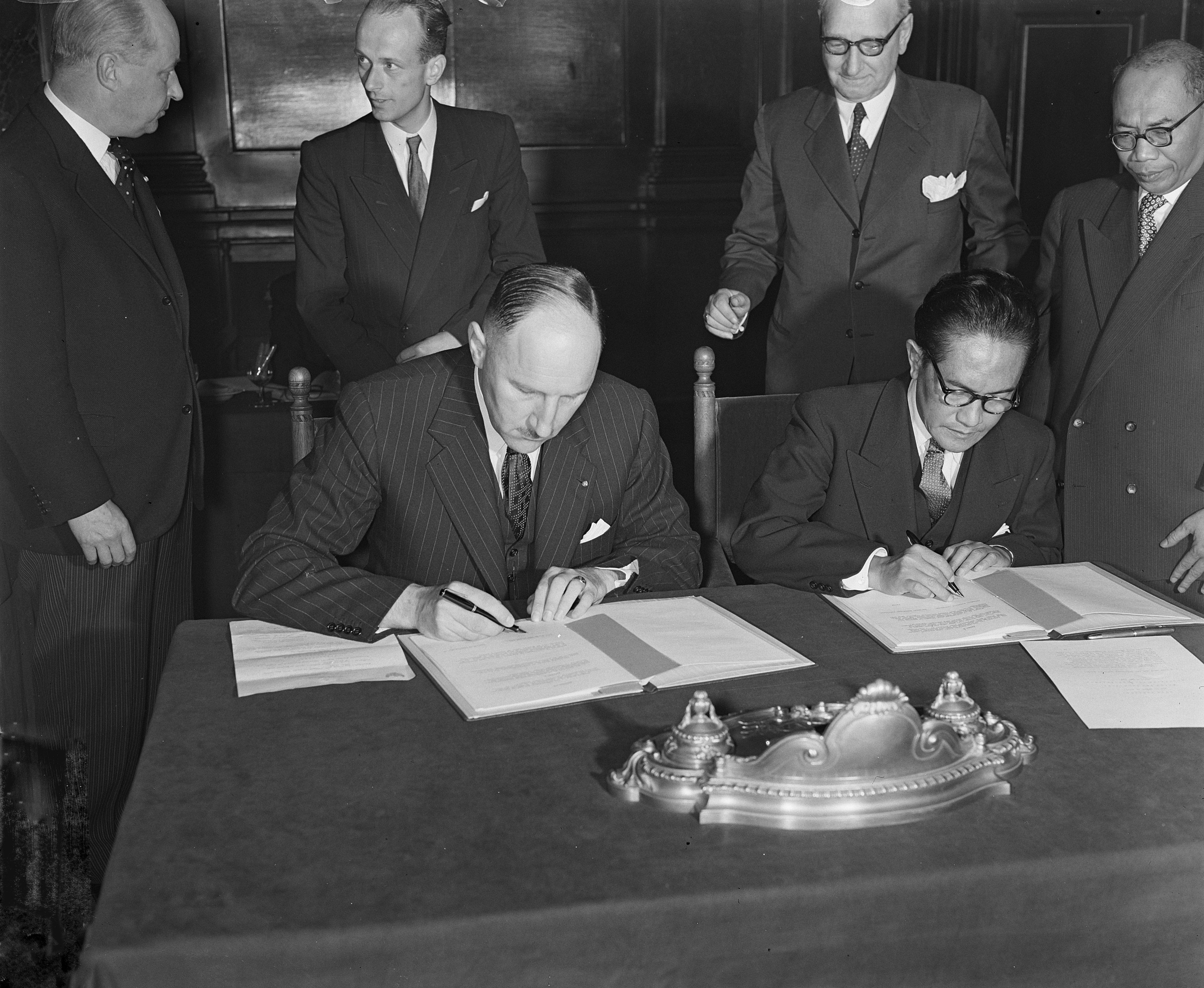
Joseph Luns en zijn Indonesische collega Sunarjo ondertekenen in 1954 in de Lairessezaal van het Binnenhof het verdrag waarmee de afspraken tussen Nederland en Indonesië uit 1949 werden herzien.

Luns nam in 1954 namens Nederland deel aan de Conferentie van Genève, die onder andere een oplossing moest vinden voor de Koreaanse Oorlog. Hij lobbyde vergeefs voor toetreding van Nederland tot de nog te vormen Zuidoost-Aziatische Verdragsorganisatie. Bij terugkomst in Nederland leidde Luns het overleg met Indonesië over uittreding van dit land uit de Nederlands-Indonesische Unie. Na lang overleg ging de Indonesische delegatie akkoord met het Nederlandse standpunt omtrent de FINEC en de arbitrageregeling. Op 17 augustus 1954 sloten de twee landen een overeenkomst, die nog niet leidde tot het opheffen van de Unie. In januari 1956 vond een nieuw overleg plaats in Genève. De gesprekken liepen vast, waarna Indonesië de Unie eenzijdig ophief. Luns verklaarde later in de Tweede Kamer dat deze handeling in strijd was met het internationaal recht.
Na de begrotingsbehandeling in de Eerste Kamer vertrok Luns naar Montecatini Terme in Italië voor een gezondheidskuur. Hij keerde na ruim drie weken weer terug. Luns liet zich vervolgens op de kandidatenlijst van de KVP plaatsen voor de Tweede Kamerverkiezingen van dat jaar en hield zich bezig met de verkiezingscampagne. Na de verkiezingen werd hij op 3 juli 1956 beëdigd als Kamerlid. Na een formatie van 122 dagen, vormden de partijen van Drees II het kabinet-Drees III. De positie van Luns kwam tijdens de formatie niet in het geding en hij ging nu functioneren als enige minister van Buitenlandse Zaken. Tijdens de vier jaar van hun samenwerking was premier Willem Drees gesteld geraakt op de jonge minister.

#### Kabinetten Drees III en Beel II

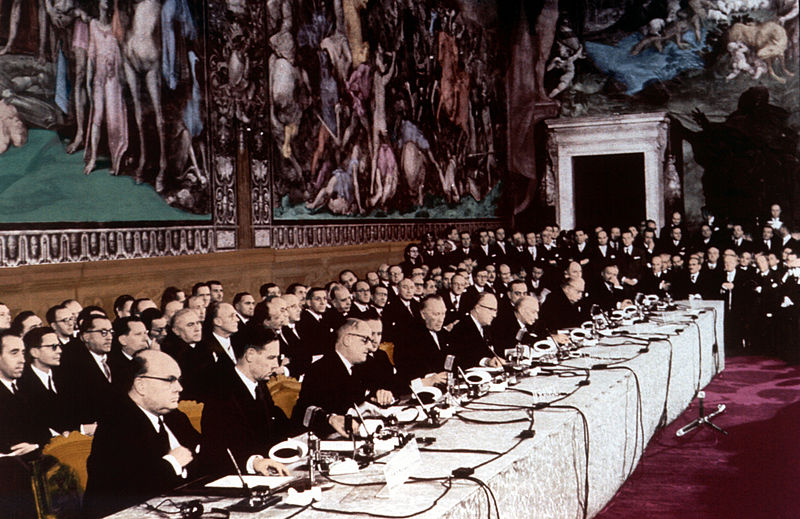
Ondertekening van het Verdrag van Rome

Luns kreeg vrijwel meteen te maken met de Suezcrisis. Europa en Amerika hadden tegenstrijdige opvattingen over de te volgen politiek en Luns sprak zich meerdere malen uit tegen het beleid van de Amerikaanse minister John Foster Dulles. Tijdens een ministeriële NAVO-raad in Parijs wisten de partijen weer nader tot elkaar te komen, mede door de inzet van Luns.
Enige maanden na de beëdiging van het kabinet kreeg Luns in het buitenlandse beleid ondersteuning. Op 8 januari 1957 werd Ernst van der Beugel benoemd tot staatssecretaris, belast met Europese samenwerking. Luns had zich gedurende de formatie al ingezet voor de benoeming, maar de PvdA-fractie was lange tijd tegen geweest. Luns was samen met Van der Beugel betrokken bij de gesprekken over de oprichting van de Europese Economische Gemeenschap (EEG). Zij voerden daarvoor vele gesprekken met onder anderen Paul Henri Spaak. Luns hekelde de pro-Franse opstelling van de Belgische politicus. Eind februari kwamen de regeringsleiders tot een akkoord in Hôtel Matignon, gevolgd door de ondertekening van het Verdrag van Rome op 25 maart 1957. De oprichting van de EEG bracht Luns in conflict met minister van Economische Zaken Jelle Zijlstra, die zijn bevoegdheden graag wilde uitbreiden naar de nieuwe Europese instanties. Pas na de benoeming van Hans Linthorst Homan als permanente vertegenwoordiger bij de EEG waren beide ministers tevreden.
Omdat Nederland weigerde Nieuw-Guinea over te dragen aan Indonesië was dat land in augustus 1956 gestopt met het afbetalen van de schuld aan Nederland. Vanaf oktober 1957 werden in Indonesië anti-Nederlandse betogingen gehouden. Op 29 november 1957 haalde een resolutie van Indonesië, waarin om bemiddeling werd gevraagd in de kwestie Nieuw-Guinea, voor de vierde keer niet de vereiste tweederdemeerderheid in de Algemene Vergadering van de Verenigde Naties. Als reactie daarop nationaliseerde Indonesië alle Nederlandse bedrijven en op 5 december, Zwarte Sinterklaas, werden Nederlanders staatsgevaarlijk verklaard en werden ze met klem verzocht Indonesië te verlaten. Luns weigerde echter met Indonesië te onderhandelen omdat het land in zijn ogen een onbetrouwbare partner was gebleken. De minister van Buitenlandse Zaken probeerde nog altijd steun te verkrijgen van de VS voor het Nederlandse beleid en vond een gewillig oor bij hun ambassadeur Philip Young. Via hem had hij op 4 oktober 1958 een geheim onderhoud met president Dwight D. Eisenhower en drie dagen later kwam Dulles met een verklaring waarin Amerika Nederland impliciet te kennen gaf dat ze het land zouden steunen bij een Indonesische aanval op Nieuw-Guinea.
Al langere tijd waren de verhoudingen tussen de confessionele partijen en de PvdA in het kabinet op scherp komen te staan. Op 11 december 1958 kwam het tot een breuk toen het amendement van KVP'er Anton Lucas op de belastingvoorstellen van PvdA-minister Henk Hofstra werd aangenomen. Hierop stapten de PvdA-ministers uit het kabinet op. Elf dagen na de aanvraag tot ontslag vormden de overgebleven partijen een rompkabinet onder leiding van Louis Beel. Op 12 maart 1959 volgden nieuwe verkiezingen. Bij de kabinetsformatie was het niet vanzelfsprekend dat Luns zijn ministerschap zou behouden. De beoogde premier, Jan de Quay, was het namelijk niet eens met Luns over de Indonesië-politiek en stelde in eerste instantie voor om de post aan de VVD te geven. Op aandringen van Romme en Beaufort gaf hij Luns toch een kans. In een persoonlijk onderhoud dat tweeënhalf uur duurde wist Luns hem te overtuigen. Voor dit gesprek was Luns door De Quay gemaand om uit het buitenland over te komen. Onder protest had Luns daar gehoor aan gegeven.

#### Kabinet De Quay en de Nieuw-Guineakwestie

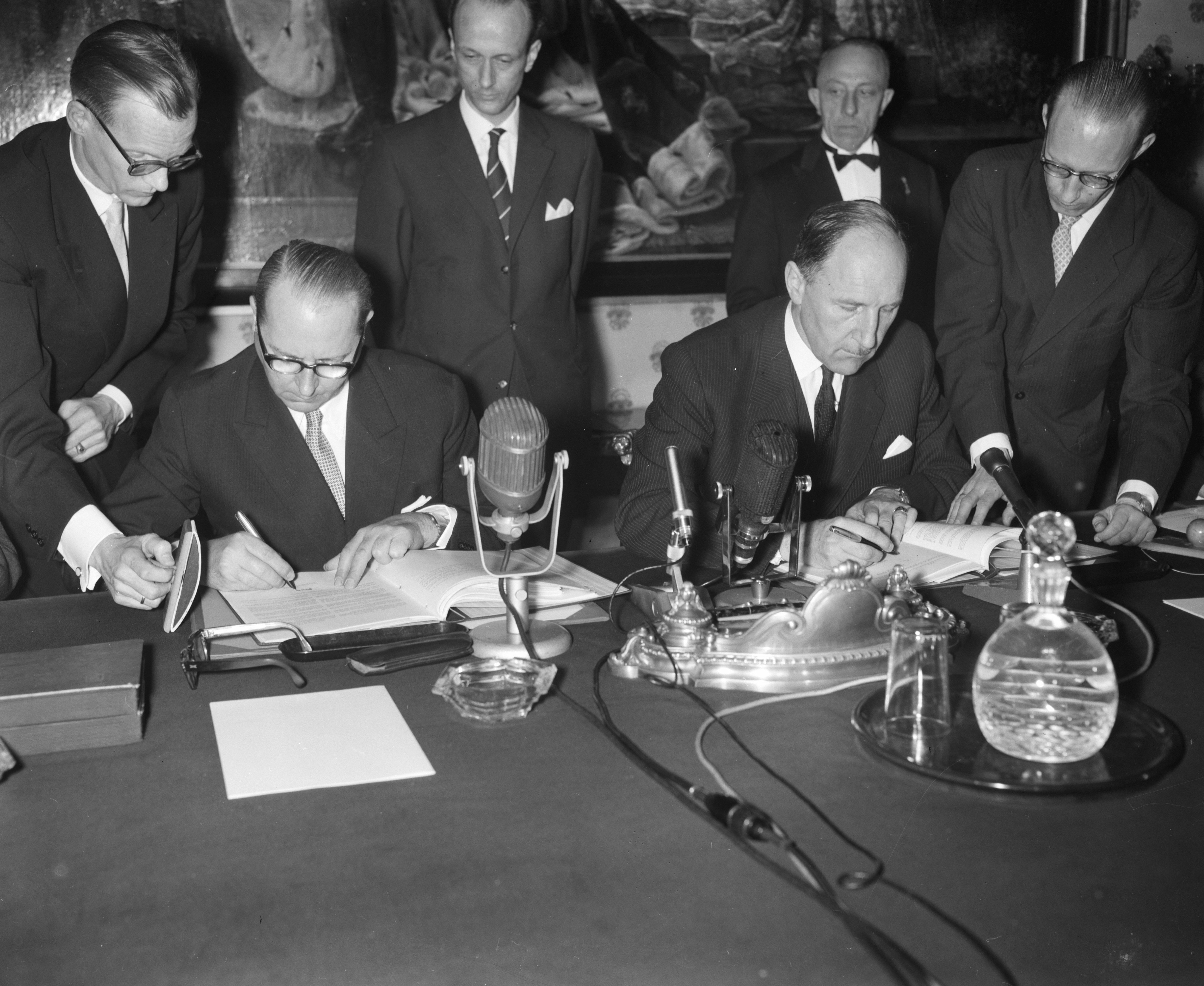
Joseph Luns ondertekent samen met zijn Duitse collega Heinrich von Brentano het Algemeen Verdrag op 8 april 1960.

Op 19 mei 1959 trad het kabinet-De Quay aan. Luns kreeg op zijn departement een nieuwe staatssecretaris: Hans van Houten. Luns concentreerde zich op de EEG en kwam daarbij in botsing met de Franse president Charles de Gaulle. Het Nederlandse standpunt was dat verdere Europese integratie vooral gericht moest zijn op het versterken van de trans-Atlantische handel waarbij rekening werd gehouden met de wensen van Amerika en Groot-Brittannië. Een Europees buitenlands beleid zou dan ook via de NAVO uitgestippeld moeten worden. De Gaulle streefde echter naar Europese samenwerking op politiek niveau zonder Amerikaanse bemoeienis en de vorming van een confederatie. Luns hield dan ook in 1960 het Frans-Italiaanse voorstel voor een gemeenschappelijk buitenlands beleid aanvankelijk af. In november 1959 ging hij alsnog akkoord met een overleg, viermaal per jaar, tussen de ministers van Buitenlandse Zaken.
Hoewel Luns een fel tegenstander was van de plannen van De Gaulle, omtrent de vorming van een Europese Politieke Unie (EPU), was zowel het kabinet als de KVP-fractie verdeeld over de te volgen koers. Dit bleek onder andere uit over de eventuele toetreding van Groot-Brittannië tot de EEG. Zo was minister Jan de Pous hier een voorstander van, terwijl veel van zijn KVP-collega's de voorkeur gaven voor slechts een associatieverdrag tussen de Gemeenschap en de Britten. Luns wist het kabinet echter te overtuigen om de harde lijn tegen de Fransen aan te houden. Met behulp van Van Houten zette hij zich in voor toetreding van Groot-Brittannië, maar de Fransen zagen niks in een eventuele toetreding en in mei 1962 blokkeerde De Gaulle dit voorstel met een veto. Voorafgaand aan het Franse veto verweet Kamerlid Frans Goedhart dat Luns een "anti-Frans complex" had en dat hij De Gaulle afschilderde als een kwade genius. Na het Franse veto en het vriendschapsverdrag tussen De Gaulle met Konrad Adenauer steunde de Tweede Kamer het harde optreden van Luns tegen De Gaulle. Met Belgische steun wist Joseph Luns vervolgens in 1962 te bewerkstelligen dat het Fouchet-plan geen doorgang kon vinden.
In april 1960 kwam er een einde aan jarenlange onderhandelingen tussen Nederland en Duitsland en werd het "Algemeen Verdrag" getekend. Daarin werden de laatste afwikkelingen van de Tweede Wereldoorlog tussen beide landen geregeld. De gesprekken met België over de waterwegenkwestie die al sinds 1918 speelde, leidden echter niet tot een oplossing.
Het besluit om het schip de Hr.Ms. Karel Doorman naar Nieuw-Guinea te sturen zorgde voor internationale ophef. Indonesië zag het als een bedreiging en op 17 augustus verbrak de Indonesische president Soekarno de diplomatieke betrekkingen. Onder het presidentschap van John F. Kennedy kwam er een omslag in de Amerikaanse politiek aangaande de Nieuw-Guineakwestie. De Amerikaanse regering begon Indonesië te steunen en langzamerhand kwam Nederland geïsoleerd te staan. Luns voerde in Washington gesprekken met Kennedy en minister Dean Rusk. Omdat de druk vanuit de Verenigde Staten om Nieuw-Guinea onder internationaal bestuur te plaatsen te groot was, stelde Luns zijn standpunt bij.

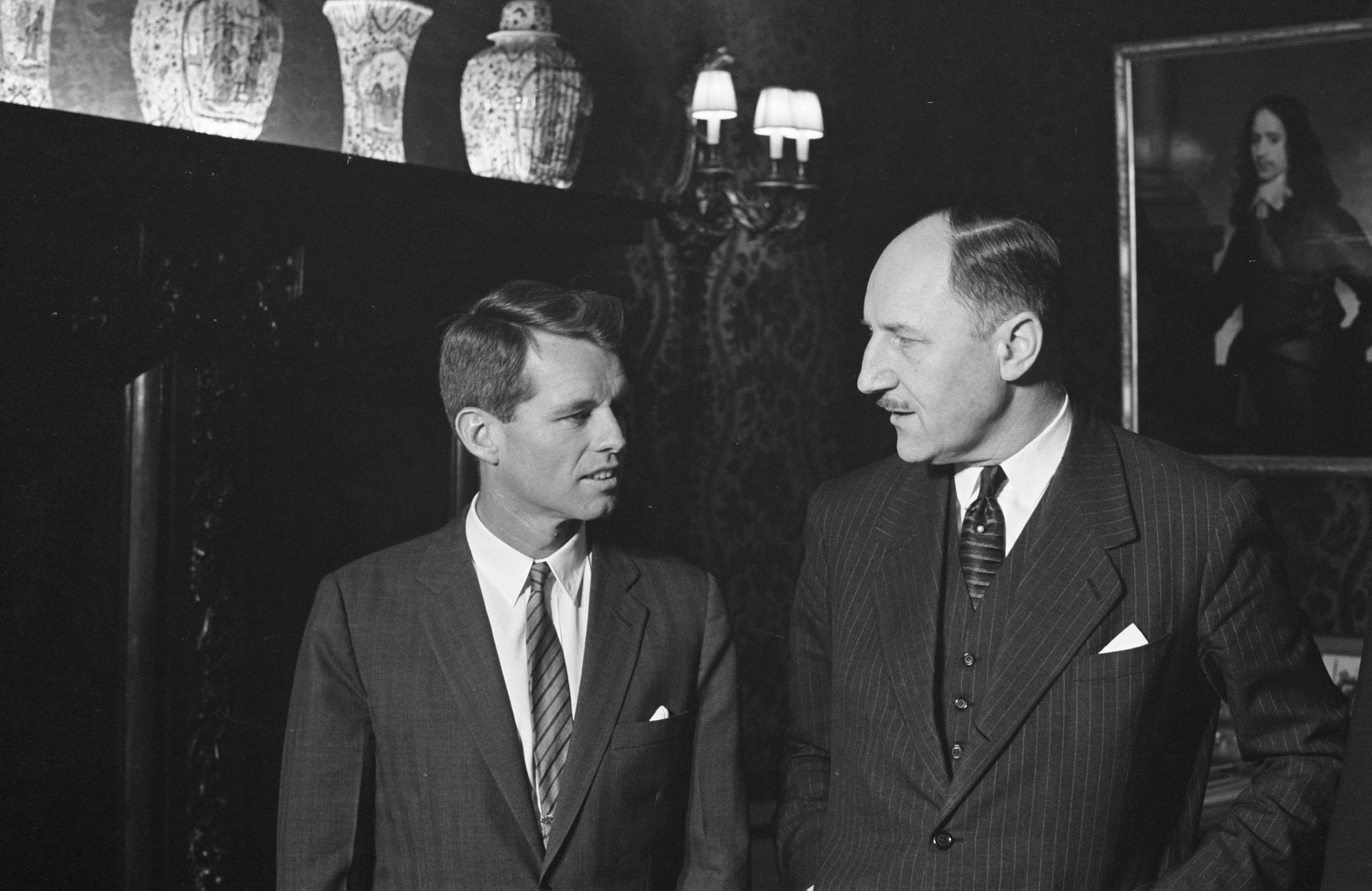
In februari 1961 bracht minister Robert Kennedy van Justitie een bezoek aan Den Haag om de Nederlandse overheid te overreden om met Indonesië te gaan onderhandelen.

Op 1 september 1961 werd in het kabinet het "plan-Luns" aangenomen. Nederland was bereid de soevereiniteit over te dragen aan de bevolking en Nieuw-Guinea onder internationaal beheer te stellen, mét behoud van financiële bijdragen aan het land. In de maanden die volgden werkte Luns hard om het plan-Luns om te zetten in een resolutie voor de Algemene Vergadering van de Verenigde Naties, maar de resolutie haalde niet het vereiste stemmenaantal. Hierdoor werd het kabinet gedwongen om de gesprekken met Indonesië te hervatten.
In maart 1962 werden de gesprekken tussen beide partijen opgestart in Middleburg onder leiding van de Amerikaanse diplomaat Ellsworth Bunker. Op 2 april was er een conceptakkoord, maar het concept werd door Luns en het kabinet afgewezen omdat er te veel werd toegegeven aan Indonesië. Drie weken later ging de Nederlandse regering, met een paar kleine aanvullingen, akkoord met het plan van Bunker. Het duurde tot augustus voordat ambassadeur Herman van Roijen het verdrag ondertekende. Na het akkoord was er sprake dat Luns zou opstappen om de Nederlands-Indonesische betrekkingen niet nadelig te beïnvloeden, maar Luns bleef aan; voor het kabinet was er met diens aftreden weinig winst te behalen. Aan het begin van zijn ambtstermijn onder De Quay was Luns nog vrij onbekend, maar volgens een onderzoek van het NIPO in 1963 was hij in Nederland de meest geliefde politicus.

#### Kabinetten Marijnen, Cals en Zijlstra

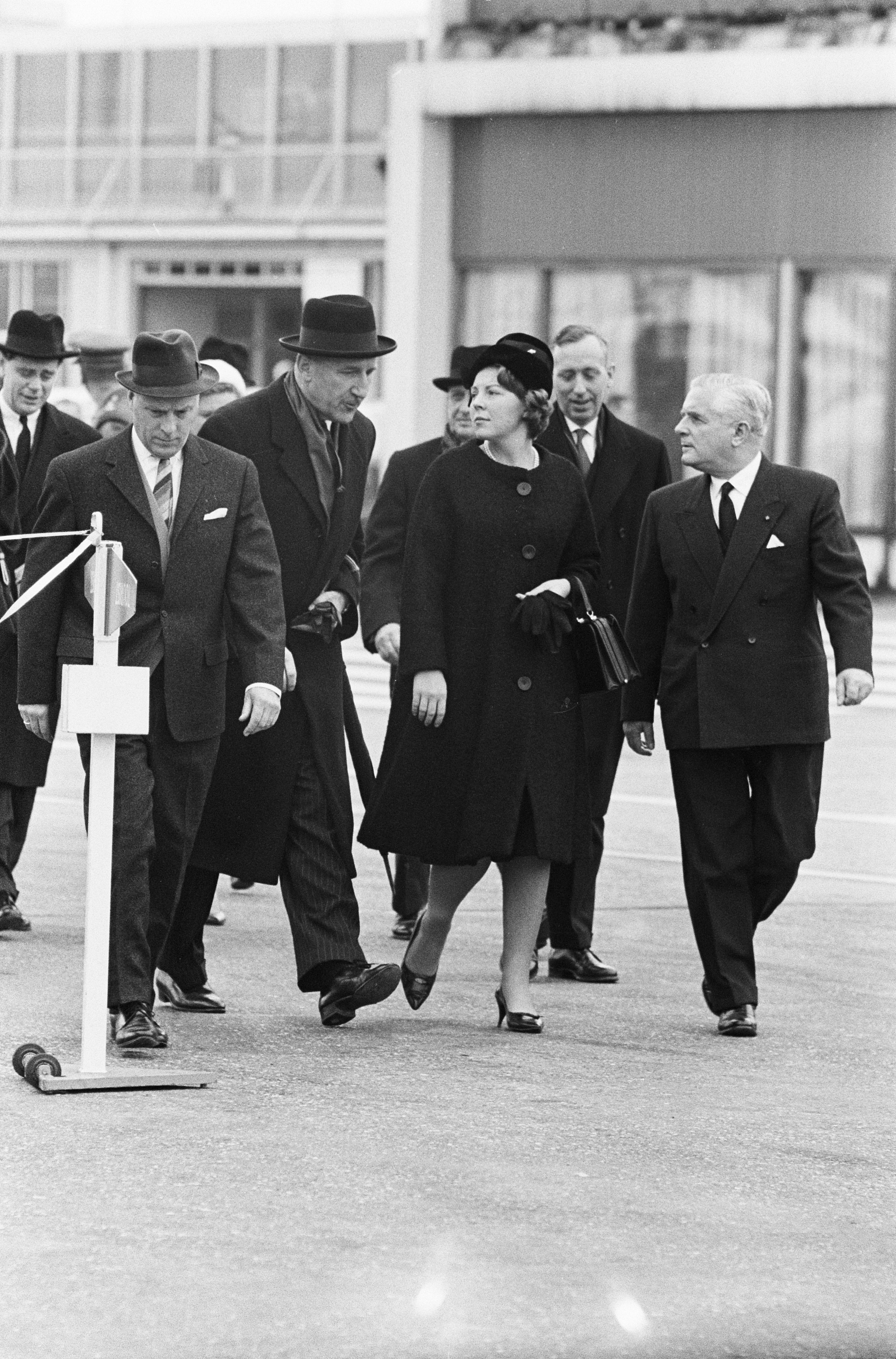
In 1963 begeleidde Luns kroonprinses Beatrix op een reis naar Amerika.

Bij de Tweede Kamerverkiezing op 15 mei 1963 kreeg Luns 34.577 voorkeurstemmen. Binnen de KVP gingen stemmen op om Luns als minister van Buitenlandse Zaken te vervangen, omdat sommigen hem als een obstakel zagen voor het herstellen van de banden met Indonesië. Fractievoorzitter Wim de Kort had Luns voorgesteld als nieuwe minister-president bij koningin Juliana, maar nadat dit plan kansloos bleek werd Luns gehandhaafd als minister. Op 24 juli werd het kabinet beëdigd en begon Luns aan zijn vierde termijn als minister van Buitenlandse Zaken. Met zijn gezondheid ging het minder goed. Zo kreeg hij in de zomer van 1963 tijdens een reis langs de Rijn twee aanvallen van epilepsie, waarna hij verschillende taken op het ministerie afstootte.
Vanwege de rol die de VS had gespeeld in de totstandkoming van het Akkoord van New York weigerde Luns de VS materieel te steunen in de Vietnamoorlog. Over eventuele Nederlandse hulp merkte hij het volgende op tegenover president Kennedy:

... nadat wij onder uw zware pressie twaalfduizend man uit het Verre Oosten hebben teruggenomen, en zestien oorlogsbodems, en onze gevechtsvliegtuigen, en daarna onze gehele administratie … dat ik nu voor het Nederlandse parlement zou kunnen verschijnen met de mededeling: wij hebben besloten een bataljon mariniers te zenden om de Amerikanen in Vietnam te steunen?... The answer, Mr. President, is negative.

De VS verzochten Luns ook om Nederlandse technici in te zetten om de Indonesische economie te herstellen, maar ook dit weigerde hij omdat het te gevoelig lag.
Volgens historicus Herman de Liagre Böhl was Luns het symbool van het Nederlands atlanticisme. Luns was ervan overtuigd dat dat de Sovjet-Unie West-Europa zou trachten te onderwerpen als ze daartoe de kans zouden krijgen. De vreedzame relaties met Rusland moesten slechts gebaseerd zijn op militaire kracht en alleen langs deze weg was ontspanning volgens hem af te dwingen. Deze opstelling van Luns zou tot 1967 de Nederlandse houding ten opzichte van de Sovjet-Unie bepalen. Hij bracht wel begin 1964 een bezoek aan de Sovjet-Unie, waar hij sprak met premier Nikita Chroesjtsjov. Bij hun ontmoeting merkte Chroesjtsjov op: "Ik zie wel dat u uit een waterland afkomstig bent, als ik zie hoe alles tot grote hoogte kan groeien" en Luns reageerde daarop met: "Die lengte heb je in ons kleine, lage land ook wel nodig om boven water te blijven". Zakelijk leverde het bezoek aan Rusland weinig op voor Nederland. In diezelfde maand bracht Luns een bezoek aan Indonesië. Op 26 juli ontmoette hij Soekarno in Jakarta en de besprekingen over een eventueel staatsbezoek aan Nederland verliepen positief.
Kort na Luns' terugkeer uit Indonesië maakte prins-gemaal Bernhard hem en premier Marijnen duidelijk dat hij zich zorgen maakte over de partnerkeuze van kroonprinses Beatrix. Na het huwelijk van haar zuster Irene met prins Carel Hugo van Bourbon-Parma en de verloving van Beatrix' andere zus prinses Margriet met Pieter van Vollenhoven was er Luns veel aan gelegen dat Beatrix een huwelijkskandidaat uit hoge adellijke kring zou treffen, bij voorkeur een Britse edelman. Haar relatie met Claus van Amsberg paste dan ook niet in het beeld van Luns van de gewenste prins-gemaal. Hij zorgde er wel voor dat de particulier secretaris van prins Claus uit de Buitenlandse Dienst kwam.
In februari 1965 ontstond een kabinetscrisis over het omroepbeleid en kwam er een einde aan het kabinet-Marijnen. Oud-minister Jo Cals werd tot formateur aangesteld en VVD en Christelijk-Historische Unie (CHU) werden ingewisseld voor de PvdA in het nieuwe kabinet onder Cals. Opnieuw was de voortzetting van het werk van Luns als minister geen zekerheid. Anne Vondeling (PvdA) eiste de post voor zichzelf op. Hij voerde aan dat vooral het parlement bezwaren had tegen Luns. Dit laatste, evenals zijn kandidatuur, werd onderschreven door fractievoorzitter Jan Smallenbroek van de Anti-Revolutionaire Partij (ARP). KVP-fractievoorzitter Norbert Schmelzer wilde echter van geen wijken weten en al snel ging Smallenbroek om. Cals vertelde Vondeling dat hij elke kabinetspost kon krijgen, behalve die van Buitenlandse Zaken en bezwoer hem dat de Nederlandse kiezers het niet zouden begrijpen als Luns vervangen zou worden door een niet-specialist. Vondeling kreeg vervolgens van Schmelzer de belofte dat Luns in 1967 niet op zijn post zou terugkeren. Cals bevestigde dat, maar gaf tevens aan dat over zoiets geen zekerheid te geven was. Vondeling accepteerde daarop de post van financiën, maar ook werd afgesproken dat het ministerie van Buitenlandse Zaken in de persoon van PvdA'er Max van der Stoel voor het eerst een tweede staatssecretaris zou krijgen, zeer tegen de zin van Luns. Zijn positie kwam in 1965 wel onder vuur te liggen, toen het kabinet had besloten om 100.000 gulden te geven aan het Zuid-Afrikaanse Defence and Aid Fund, Vele rechtse partijen twijfelden aan de betrouwbaarheid van dit fonds en vroegen zich af of het geld niet gebruikt zou worden om het gewelddadig verzet te steunen. Luns verklaarde dat het een incidentele gift betrof en dat de regering neutraal bleef ten opzichte van Zuid-Afrika.

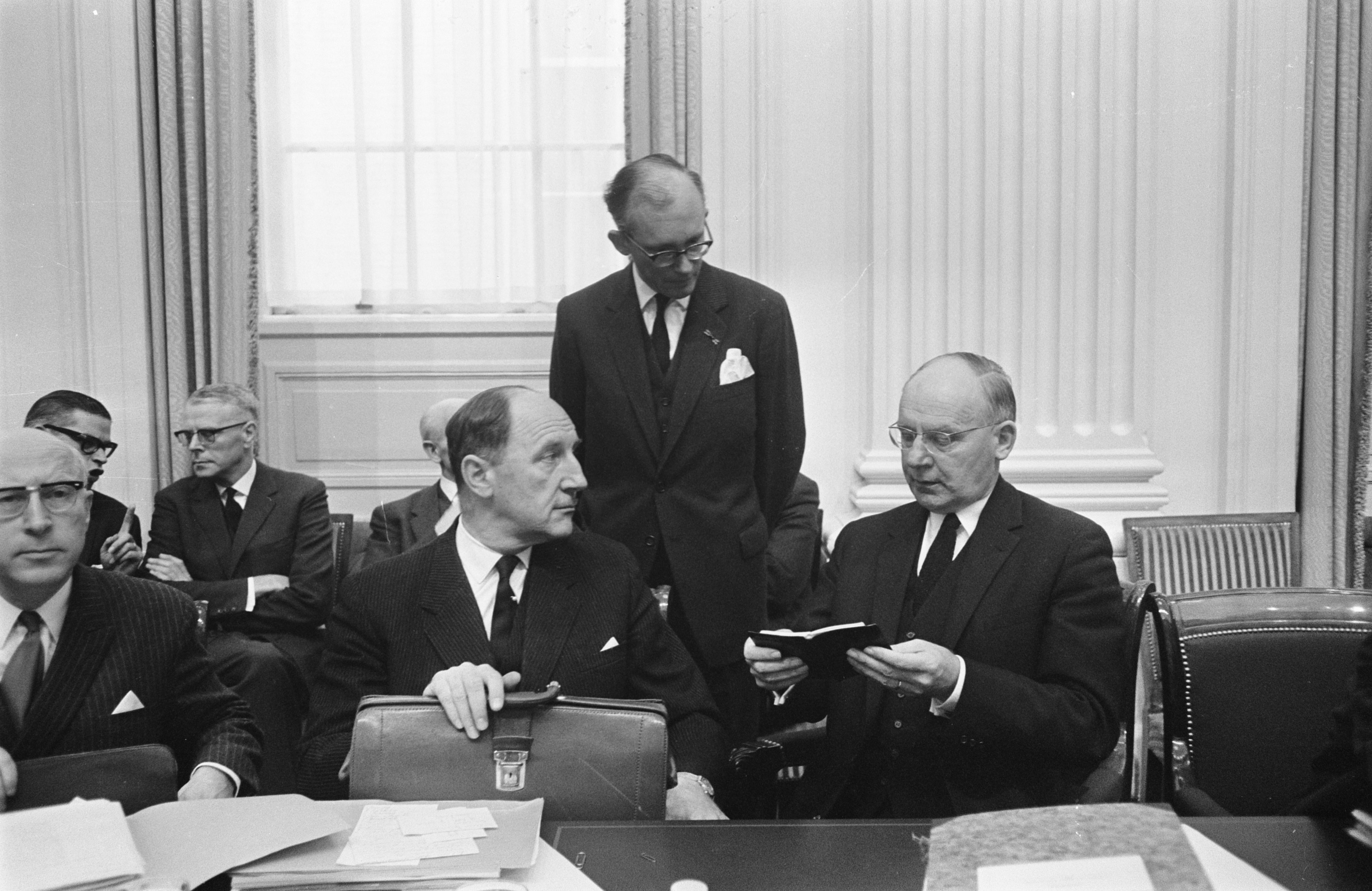
Joseph Luns met links minister Ivo Samkalden (justitie) en rechts minister van financiën Anne Vondeling bij de begrotingsdebatten, daags voor de Nacht van Schmelzer

Luns bleef zich, ook uit persoonlijke overtuiging maar ook met steun van de Kamer, hard maken voor een toetreding van het Verenigd Koninkrijk tot de EEG en voor de oprichting van een Europees Parlement als "voices to the people" van de lidstaten van de gemeenschap. De Duitsers steunden het Nederlandse standpunt, in tegenstelling tot Frankrijk die de plannen te verstrekkend vond. Toen de landen op 28 juni 1965 geen overeenstemming konden bereiken, boycotten de Fransen de EEG-raden en trokken ze hun permanente vertegenwoordiger terug. Luns leidde vervolgens op 6 juni 1966 het overleg tussen de ministers van Buitenlandse Zaken van de NAVO. Hij wist in de raad tot overeenstemming te komen over belangrijke punten, maar een dag later liepen zijn besprekingen met de Franse minister Maurice Couve de Murville vast en trok Frankrijk zich terug uit de NAVO.
De Nederlandse regering, bij monde van Luns, bleef de Amerikanen steunen in hun doelstellingen in de Vietnamoorlog. Dit leverde Luns wel eens discussies in de ministerraad op met de PvdA'ers Vondeling en Joop den Uyl. Ook in de Tweede Kamer werd over Vietnam gedebatteerd, maar voor deze zaak kon escaleren viel het kabinet over financieel-economische problematiek, in de Nacht van Schmelzer. Er werd een rompkabinet gevormd onder leiding van Jelle Zijlstra, dat tot aan de nieuwe verkiezingen het land zou besturen.

#### Laatste jaren onder De Jong

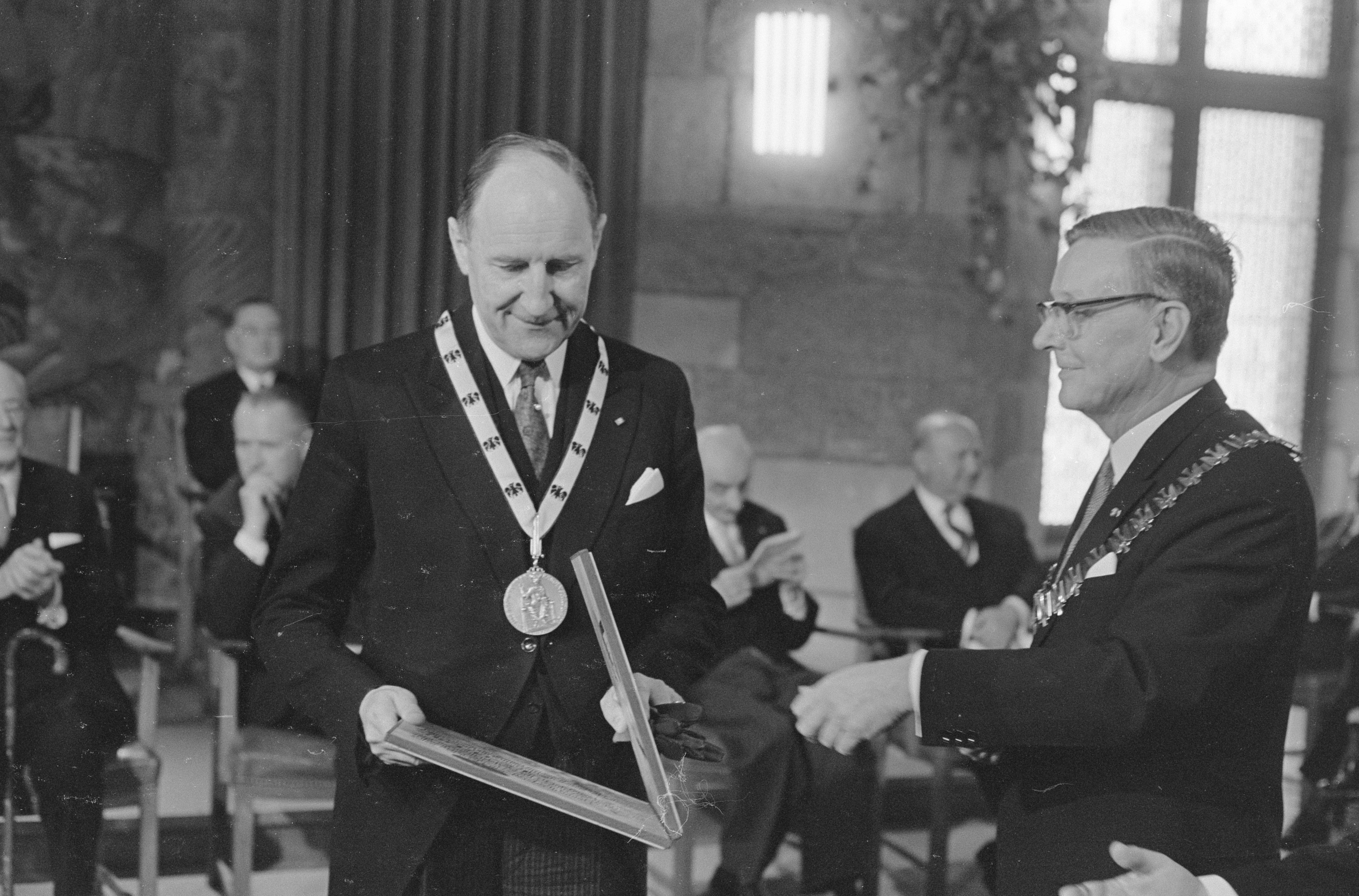
Joseph Luns ontvangt de Karelsprijs in het stadhuis van Aken.

In 1967 raakten de confessionele partijen voor het eerst sinds jaren hun meerderheid kwijt, maar ze wisten onder leiding van KVP-formateur Piet de Jong met de VVD een nieuw kabinet te vormen. Luns werd door De Jong, die in eerdere kabinetten staatssecretaris en minister van defensie was, persoonlijk benaderd om weer Buitenlandse Zaken onder zijn hoede te nemen. Hij was met bijna 86.000 voorkeurstemmen in de Tweede Kamer herkozen, had vijftien jaar ervaring als minister en was naast De Jong en Klompé de enige oudgediende in het nieuwe kabinet. In tegenstelling tot zijn voorgangers, onder wie Luns veel bewegingsvrijheid had, wilde De Jong een grotere rol in de internationale betrekkingen spelen en nam dan ook geen genoegen met een figurantenrol zoals zijn voorganger De Quay wel had gedaan. Zo was hij samen met Luns aanwezig bij de uitvaart van Konrad Adenauer en later woonden ze gezamenlijk de Europese topconferentie bij in Rome. Wegens zijn verdiensten voor de Europese integratie kreeg Luns op 4 mei 1967 de Karelsprijs. Volgens Dean Rusk was dit een "fitting recognition of your dedication to the cause of European unity" (passende erkenning van uw toewijding aan de zaak van de Europese eenheid).
Luns bleef inzake de toetreding van het Verenigd Koninkrijk tot de EEG een harde politieke lijn voeren tegen Frankrijk. De Franse minister Couve bleef de processen vertragen. Ondanks de pleidooien van Luns voor toetreding spraken de Fransen op 19 december 1967 een tweede veto uit. Pas na het vertrek van De Gaulle in 1969 kwam er schot in de zaak. Op 1 december van dat jaar werd een conferentie in Den Haag gehouden waar de toetreding op de agenda stond. In de verklaring die na de conferentie werd opgesteld werd gecommuniceerd dat de onderhandelingen met het Verenigd Koninkrijk op 30 juni 1970 zouden beginnen.

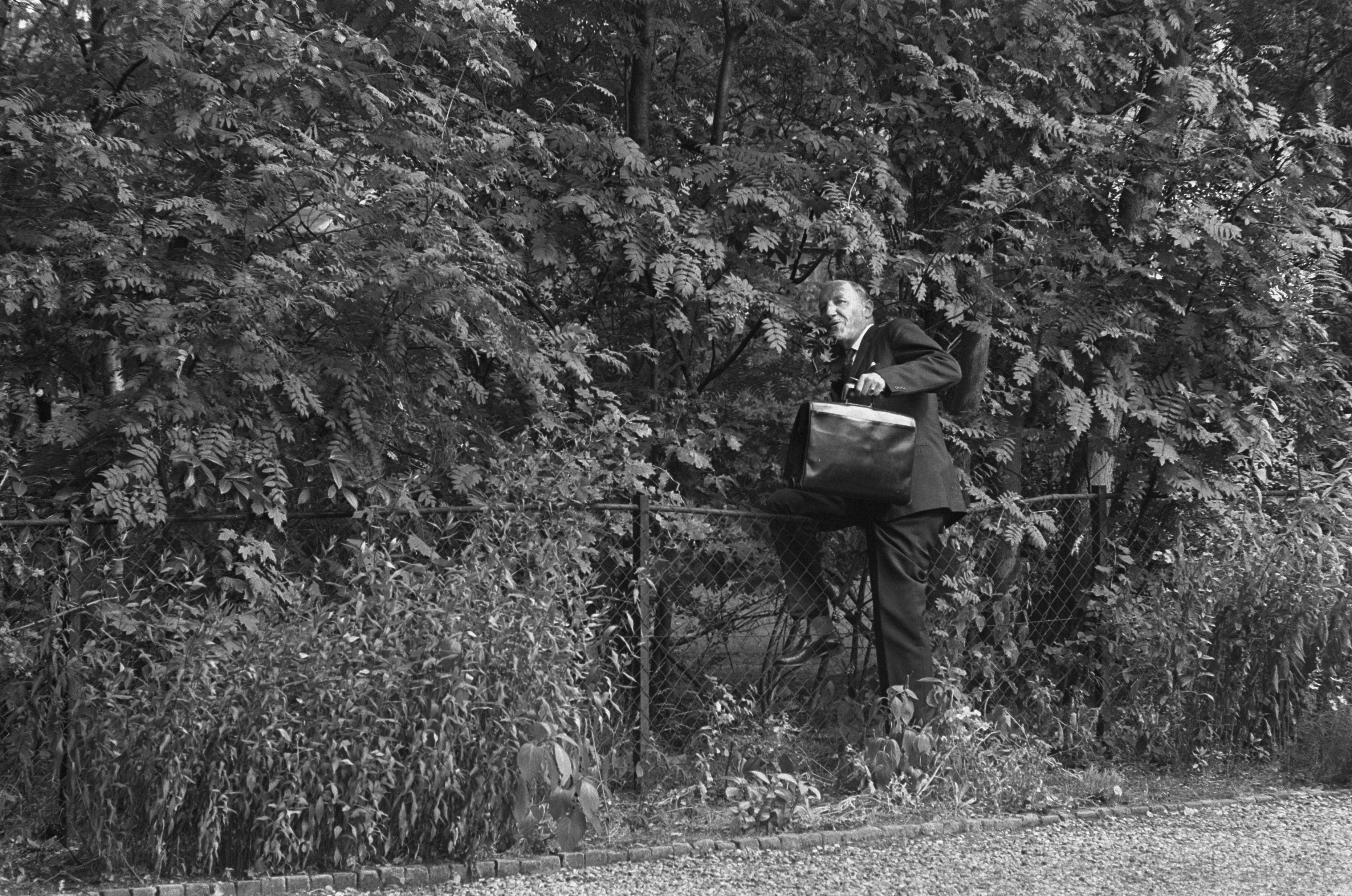
De foto die gemaakt werd van Luns die over het hekje klom haalde de wereldpers. In eigen land werd Luns om deze foto - hij zakte door het hek - een mikpunt van spot.

In deze jaren werden ook de banden met Oost-Europa aangehaald. Zo bracht Luns in januari 1967 een bezoek aan Roemenië, in augustus aan Warschau en in februari 1968 volgde een bezoek aan Hongarije. Hij zette zich vervolgens in voor een Europese veiligheidsconferentie met verschillende landen uit het Warschaupact. Die plannen verdwenen in de ijskast na de Praagse Lente. Thuis kwam Luns onder druk te staan vanwege zijn houding tegenover het kolonelsregime in Griekenland en dat van António de Oliveira Salazar in Portugal, omdat de regering een te voorzichtige koers zou varen.
Op 31 augustus 1970 bezetten drieëndertig Zuid-Molukkers de Indonesische ambassade in Wassenaar. Premier De Jong nam zijn intrek in een van de aangrenzende villa's en toen Luns zich bij hem wilde voegen klom hij over een hekje en zakte er voor het oog van tientallen camera's doorheen. De foto die daarvan gemaakt werd, haalde de wereldpers en behoort sindsdien tot de bekendste foto's die van Luns gemaakt zijn. Tijdens het bezoek van de Indonesische president Soeharto, drie dagen later, werd het bezoekende staatshoofd streng bewaakt en moest hij via kruip- en sluipwegen naar zijn afspraken in Den Haag.
Bij de verkiezingen van 1971 behaalde Luns nog ongeveer 20.000 voorkeurstemmen. In het nieuwe kabinet, dat op 6 juli aantrad, werd Norbert Schmelzer minister van Buitenlandse Zaken en daarmee kwam een einde aan een periode van negentien jaar ministerschap van Luns. Hij nam tot de dag voor zijn vertrek naar Brussel zijn zetel in de Tweede Kamer in. Op 9 juli nam Luns afscheid van zijn voormalige departement.

### Secretaris-generaal
Luns wist dat hij na de Tweede Kamerverkiezingen van 1971 niet terug zou keren als minister en had zijn zinnen gezet op de baan van secretaris-generaal van de NAVO. Toen Manlio Brosio in februari 1971 aankondigde te vertrekken bij de NAVO zette Luns zijn kandidatuur kracht bij en kreeg hij bij een informele bijeenkomst de steun van de Europese lidstaten. De Nederlandse pers was sceptisch over deze overstap, maar de buitenlandse opinie was positiever:

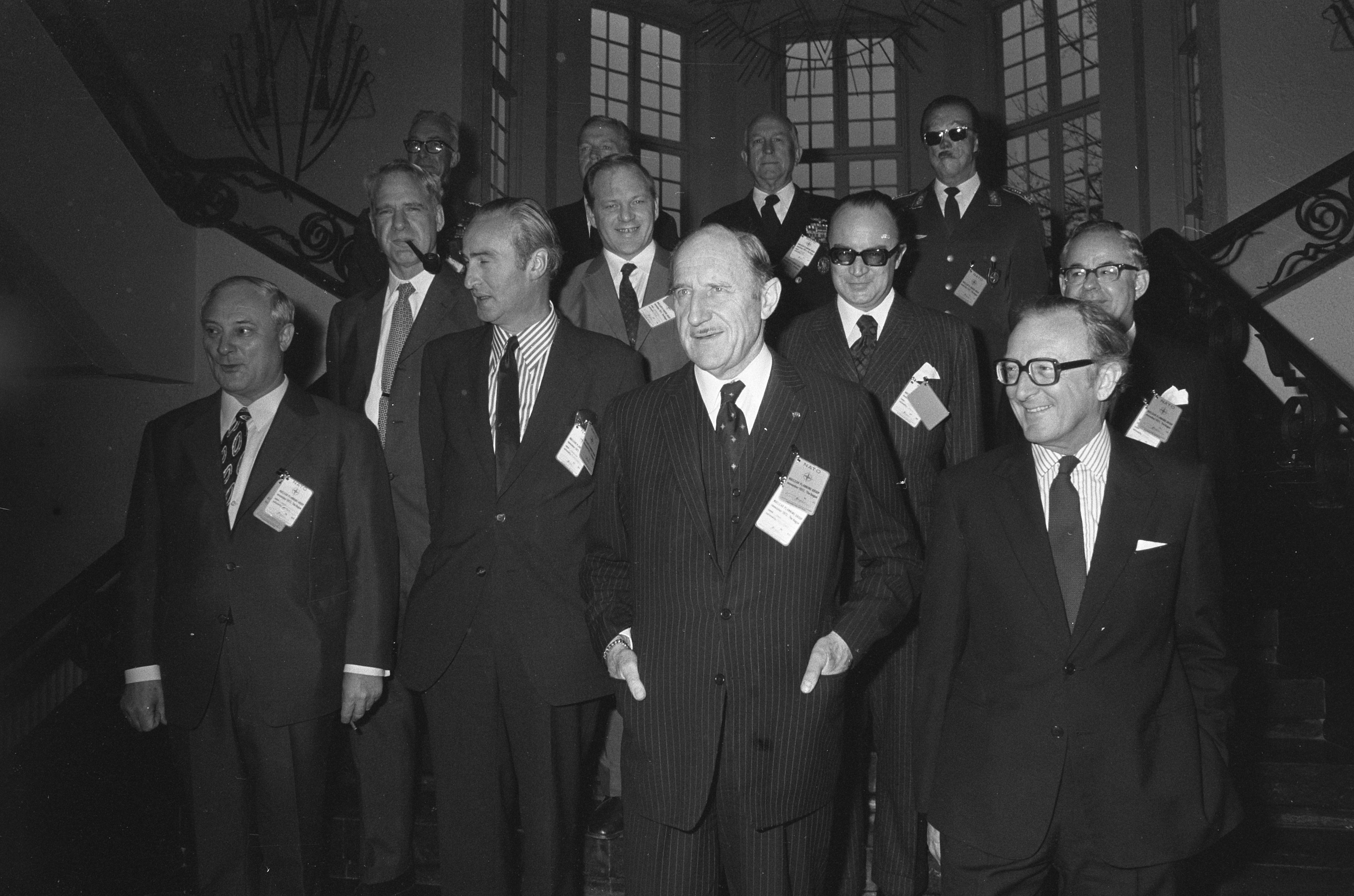
Groepsfoto van deelnemers van de Nucleair Planning Group op 9 december 1973 in Den Haag. Luns staat in het midden en wordt geflankeerd door de ministers van defensie van de lidstaten.

Een joviale reus, symbool van Hollandse degelijkheid, die tegelijk ironie en humor uitstraalt en van wie talloze geestige uitspraken de ronde doen (...) De heer Luns beheerst in feite als een werkelijk absoluut monarch de Nederlandse buitenlandse politiek – Le Figaro.

#### Interne strubbelingen
Luns onderschreef de uitgangspunten van het Harmel-rapport dat in 1967 was verschenen. Volgens Luns betekende een detente in de eerste plaats niet een verbetering van het politieke klimaat, maar moest het zorgen voor stabielere betrekkingen tussen Oost en West. Die verbeterde betrekkingen konden door middel van onderhandelingen dienen als raamwerk voor de oplossing van de bestaande politieke problemen. Het verbeteren van de betrekkingen tussen de NAVO en het Warschaupact was dan ook een belangrijk agendapunt voor hem. De Russische president Leonid Brezjnev riep op tot wederzijdse troepenvermindering, maar de NAVO was daarvoor afhankelijk van de VS omdat het Amerikaanse leger een groot deel uitmaakte van de NAVO-strijdmacht in Europa. Luns voorganger Manlio Brosio werd door de NAVO aangesteld om met Moskou in gesprek te gaan over de ontwapening, maar kreeg van de Russen geen uitnodiging waardoor de plannen niet van de grond kwamen. De verhoudingen binnen de NAVO kwamen in 1973 op scherp te staan na de Jom Kipoeroorlog, waarover verschillende Europese staten een standpunt innamen dat inging tegen de Amerikaanse opvatting. Luns moest zich inspannen om de neuzen weer in dezelfde richting te krijgen. Met hulp van de Amerikaanse minister van Buitenlandse Zaken Henry Kissinger zette Luns zich in voor het moderniseren van het beleid van de NAVO, dat na 25 jaar opnieuw gedefinieerd diende te worden. De lidstaten bereikten in Ottawa op 19 juni 1974 een akkoord over de nieuw te volgen koers. Een week later werd in Brussel door de regeringsleiders de "Atlantische Verklaring van Ottawa" ondertekend.
Ook woedden er enkele conflicten tussen lidstaten waarin Luns moest bemiddelen. Direct bij zijn aantreden werd hij geconfronteerd met de houding van Denemarken en Noorwegen tegen het lidmaatschap van Griekenland van het bondgenootschap. Deze landen wilden dat er strenger tegen dit land werd opgetreden wegens de mensenrechtenschendingen. Luns beschermde het Griekse regime tegen de kritiek van de bondgenoten door de militaire waarde van Griekenland te benadrukken en dat de focus niet hoefde te liggen op hun mensenrechten. In december 1971 bezocht hij ook het land.
Daarnaast arbitreerde Luns in de kabeljauwoorlogen tussen Groot-Brittannië en IJsland, en ook tussen Turkije en Griekenland, die met elkaar in conflict waren over de toekomst van het eiland Cyprus. Nadat Turkije op 14 augustus 1974 voor de tweede keer Cyprus binnenviel, verergerde in Griekenland de anti-NAVO stemming en besloot de regering uit de verdragsorganisatie te treden. Luns wilde nog met beide partijen in gesprek gaan, maar hij was in Athene noch Ankara welkom. Een gesprek tussen hem en de Griekse minister van Buitenlandse Zaken Georgios Mavros in Brussel zorgde evenmin voor een verbetering in de relatie tussen de NAVO en Griekenland.

#### Versterking van het bondgenootschap
Na de dood van de Spaanse president Francisco Franco in 1975 zette Luns zich in voor toetreding van Spanje tot de NAVO. Met de hulp van de Verenigde Staten werden de eerste stappen hiertoe gezet. Door de dalende defensie-uitgaven van de lidstaten verminderde de slagkracht van de NAVO en leek de macht van de Sovjet-Unie op het wereldtoneel toe te nemen. Luns drong bij de NAVO-lidstaten aan op het vrijmaken van geld voor defensie, maar hij bleef een roepende in de woestijn. Hij werd gezien als een vertegenwoordiger van het koudeoorlogsdenken, met te weinig fantasie om in te zien dat ook mensenrechten en ontwapening probate middelen waren tegenover het Warschaupact.

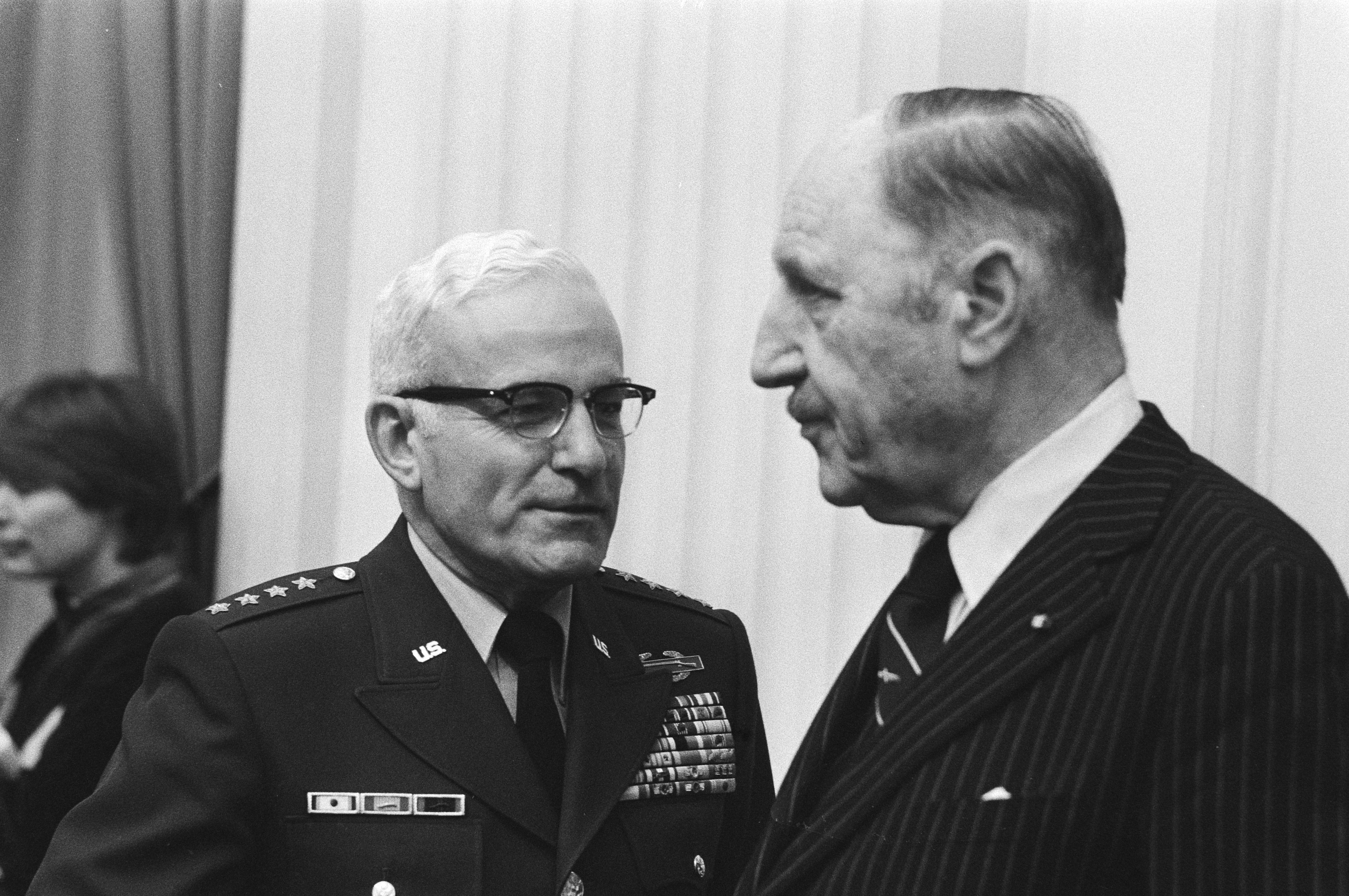
Joseph Luns samen met Bernard W. Rogers, de SACEUR van de NAVO, in de Tweede Kamer waar het tweetal aanwezig was bij een debat over het plaatsen van de kruisraketten op Nederlands grondgebied.

Luns had een moeizame relatie met de regering van de Democratische Amerikaanse president Jimmy Carter, maar kon de terugkeer van Griekenland naar de NAVO mogelijk maken dankzij de inzet van de Amerikaanse generaal Alexander Haig. Onder Luns kwamen de lidstaten ook tot een gezamenlijk antwoord op de dreiging van de SS-20-raketten van de Sovjet-Unie en werd op 12 december 1979 het NAVO-dubbelbesluit getekend. De Appeasementpolitiek van Carter ten opzichte van de Sovjet-Unie veranderde na de Russische invasie in Afghanistan. Dankzij Luns kwam de NAVO tot een gemeenschappelijk beleid ten aanzien van de situatie in Afghanistan na de invasie.
Na de beëdiging van Ronald Reagan als president van Amerika bracht Luns een bezoek in april 1981 aan Washington. Hij maakte zich er hard voor verdere wapenbeheersing. Hij bleef zich ook inzetten voor de toetreding van Spanje tot het bondgenootschap. Deze keer slaagden de onderhandelingen en werd de toekomstige toetreding van het land in 1982 bekrachtigd.
Op 9 december 1983 maakte Luns bekend dat hij het jaar erna zou aftreden. Hij besteedde de laatste maanden voor zijn vertrek aan een afscheidstournee door de lidstaten. Bij zijn bezoek aan Washington op 31 mei ontving hij van president Reagan de Presidential Medal of Freedom. In juni 1984 eindigde zijn periode als secretaris-generaal en trad de Britse minister Peter Carington aan. Nederland verleende Luns aan het eind van zijn carrière niet de door hem zo begeerde titel van minister van staat. De schuld daarvoor legde hij bij het kabinet-Lubbers I en koningin Beatrix. Zeker omdat premier Piet de Jong in 1971 had laten doorschemeren dat hij deze titel zou krijgen na zijn ambtsperiode bij de NAVO.

### Latere leven
In 1984 kwam er na drieëndertig jaar een einde aan de politieke carrière van Luns. Hij bleef na zijn pensionering wonen in België en maakte met zijn echtgenote nog veel reizen. In 1991 werd hij genoemd als mogelijk speciaal afgezant van de Nederlandse regering om in Irak gevangen Nederlanders vrij te krijgen, maar de missie ging niet door. Het jaar daarop verscheen het boek De wereld volgens Luns, geschreven door Jan Kikkert. In dit boek verklaarde Luns dat hij in 1965 was benaderd door drie of vier generaals die een staatsgreep wilden plegen en hem als hun nieuwe minister-president zagen. Het boek van Kikkert geeft geen antwoord op de vraag waarom de generaals dat wilden, maar een mogelijke verklaring voor de staatsgreep is dat de generaals in kwestie zich stoorden aan de komst van het kabinet-Cals dat volgens hen te PvdA-gezind was. De reacties vanuit Nederland waren niet positief over de uitspraken van Luns. Oud-premier De Jong noemde het een "indianenverhaal" en in de media verscheen een psychologische analyse over Luns waarin hij publiekelijk werd uitgemaakt voor oude gek. Later onderschreven verschillende oud-bewindslieden de uitspraken van Luns.
Tijdens een bezoek aan Den Haag in 1996 werd Luns getroffen door een herseninfarct, waarvan hij vrijwel geheel wist te herstellen; alleen zijn spraak herstelde niet. Uiteindelijk overleed hij op 17 juli 2002 in zijn appartement in Brussel. De uitvaart werd gehouden in de Abdij Ter Kameren en zijn lichaam werd bijgezet in het familiegraf in Den Haag.
George Robertson, secretaris-generaal van de NAVO ten tijde van zijn overlijden, sprak lovende woorden over zijn voorganger en prees zijn diplomatie. Toenmalig premier Wim Kok bracht de humor van Luns in herinnering en sprak van een man "van een uitzonderlijk statuur". Fractievoorzitter van het CDA Maxime Verhagen stelde in een schriftelijke verklaring: "In Joseph Luns verliest de christendemocratie een markante persoonlijkheid".

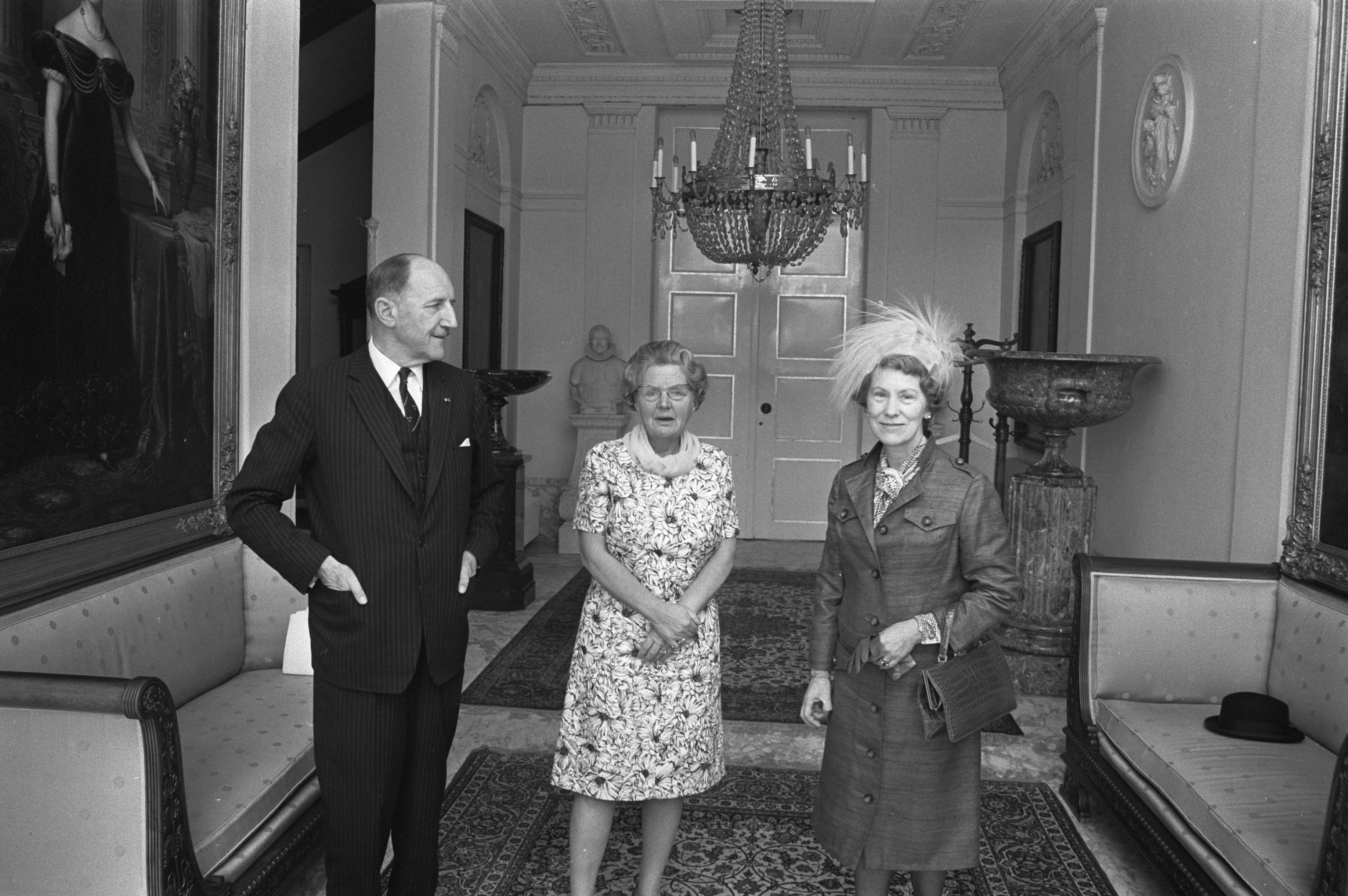
Joseph Luns en zijn vrouw Lia van Heemstra op audiëntie bij koningin Juliana in 1972

## Huwelijk en gezin
In 1936, tijdens zijn rectorschap van het ASC, maakte Luns kennis met Elisabeth Cornelia (Lia) barones van Heemstra, dochter van baron J.D.G. van Heemstra en diens eerste echtgenote Sophia Alexandra Beels. Na Luns' afstuderen maakte het tweetal hun verloving bekend. Lia van Heemstra was gereformeerd en de katholieke Luns had om haar te mogen huwen dispensatie nodig, maar zijn toekomstige bruid bekeerde zich voor het huwelijk tot het katholicisme. De kerkelijke inzegening van het huwelijk vond plaats op 10 januari 1939 in de Obrechtkerk te Amsterdam. Zijn echtgenote reisde mee met Luns naar zijn diplomatieke posten in het buitenland. In 1943 kregen ze hun eerste kind, Corrie, in Lissabon. In 1946 werd in Londen hun zoon Huib geboren. Lia van Heemstra overleed in 1990 na een huwelijk van bijna 52 jaar.

### NSB-lidmaatschap
In 1979 bracht historicus Loe de Jong het nieuws naar buiten dat Luns tussen 1933 en 1936 lid was geweest van de Nationaal-Socialistische Beweging. Luns ontkende in eerste instantie en suggereerde dat men hem verwarde met zijn broer Huib. Later stelde hij dat zijn broer hem buiten zijn medeweten had opgegeven en toonde daarbij een door Huib ondertekende verklaring waarin dat werd bevestigd. Luns had in 1936 zijn lidmaatschap bij de partij opgezegd, omdat hij tot de conclusie was gekomen dat de partij voor hem niet het gewenste politiek onderdak was. Links Nederland achtte de verklaringen van Luns niet afdoende en zag hierin het ultieme bewijs van Luns' rechtse sympathieën. Oppositieleider Joop den Uyl eiste een onderzoek, maar het kabinet wees dat af. De weduwe van Huib Luns, Adèle Luns-van der Made, verklaarde in een interview met Elsevier in 2000 dat Luns zichzelf als lid had opgegeven bij de NSB. Haar man had de verklaring in 1979 ondertekend uit vrees dat Joseph Luns zijn positie als secretaris-generaal van de NAVO zou verliezen.

### Nieuw-Guinea / Irian-Barat en Indonesië
Na de onafhankelijkheid van Indonesië wilde Luns de kolonie Nieuw-Guinea voor Nederland behouden. De Indonesische aanspraken op dit gebied (Irian-Barat) wees hij van de hand. Het beleid van Luns omtrent Nieuw-Guinea vond veel bijklank in het land, maar de Nederlandse journalist Willem Oltmans liet zich er kritisch over uit. Tijdens het staatsbezoek van president Soekarno aan Italië in 1956 wist hij, tegen de zin van de Nederlandse overheid, een interview bij de president af te nemen. Oltmans trachtte de publieke opinie ervan te overtuigen dat overdracht van Nieuw-Guinea aan Indonesië onvermijdelijk was. Dit leverde hem veel kritiek op en hij werd door de Nederlandse regering tegengewerkt in zijn journalistieke werk in Nederland en later ook in de Verenigde Staten. Oltmans gaf de schuld hiervan aan Luns, want die zou naar alle Nederlandse missies een instructie hebben laten uitgaan om zijn werk te boycotten. In 1991 klaagde hij de Nederlandse staat aan aangezien die hem stelselmatig het werk zou hebben belet en eiste een schadevergoeding. De zaak sleepte jaren voort en werd uiteindelijk middels arbitrage beslecht. Oltmans werd in 2000 in het gelijk gesteld en de staat moest hem een belastingvrije schadevergoeding van 6,4 miljoen (plus 6 ton voor immateriële schade) gulden betalen.

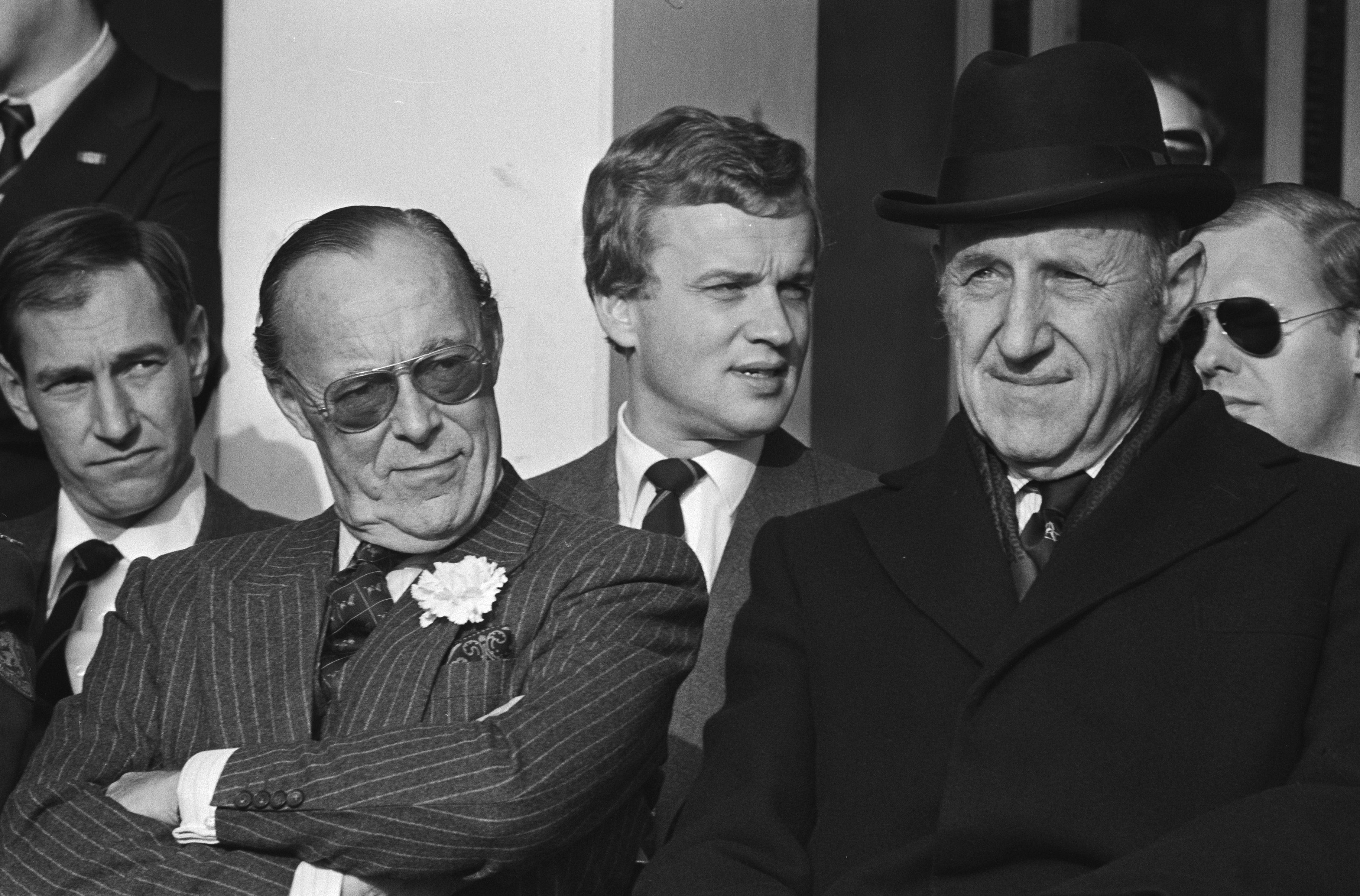
Prins Bernhard en Joseph Luns, gefotografeerd in 1980 bij het 100-jarig bestaan van de Koninklijke Studenten Schietvereeniging Amsterdam.

Ook prins Bernhard was het niet eens met de politiek die Luns voerde. Hij was ervan overtuigd dat de denkbeelden van Luns "de voornaamste en eigenlijk enige belemmering" vormden voor een oplossing voor Nieuw-Guinea. De prins reisde op eigen initiatief naar Washington D.C. en maakte via een Amerikaanse advocaat het zogenaamde "PB-voorstel" voor de kwestie kenbaar aan president Kennedy. De prins zou daarin te kennen hebben gegeven dat hij de politiek van Luns als "volstrekte dwaasheid" zag. Het is lastig te bepalen welke invloed het voorstel van de prins heeft gehad, maar de opvattingen van de prins stonden dichter bij die van de Amerikanen dan bij de ideeën van Luns.
De Nieuw-Guineapolitiek van Luns, die bijna een oorlog ten gevolge had, is in de decennia na zijn ministerschap vaak verguisd. Zo zou Luns zich onder meer verkeken hebben op de internationale steun voor zijn beleid, een beeld dat ontstaan is door het onderzoek van de politicoloog Arend Lijphart in 1966. Volgens hem werd het beleid bepaald door koloniale ressentimenten en was het een prestigekwestie. Uit onderzoek van de historicus Bart Stol in 2017 bleek dat de internationale steun groter was dan uit de studie van Lijphart naar voren kwam. Stol analyseerde ook Belgische, Britse en Franse bronnen, waaruit duidelijk werd dat die de Nederlandse politiek van de lijn-Luns steunden. Daarnaast concludeerde Stol dat Luns wachtte op een verandering van het regime in Indonesië en dat de politiek omtrent het zelfbeschikkingsrecht van de Papoea's steeds meer naar de achtergrond verdween.

### Winand Kotte
Al kon de conservatief katholieke Luns zich moeilijk vinden in de modernisering van de Rooms-Katholieke Kerk, die door het Tweede Vaticaans Concilie (1962–1965) in gang was gezet, toch bleef hij trouw aan Rome. Hij moest dan ook niets hebben van reactionaire groepen die terug wilden naar de situatie van voor het concilie. Op 15 augustus 1971 was hij echter aanwezig bij de eerste mis van de traditionalistische pater Winand Kotte in de Sint-Willibrordkerk in Utrecht. Er werd vervolgens aangenomen dat Luns een volgeling van de in ongenade gevallen pater was, maar kerkhistoricus Ton van Schaik betwistte dat. Volgens hem was Luns per ongeluk bij de dienst aanwezig, zonder dat hij precies wist waarmee hij te maken had en zou hij daarna nooit meer contact met Kotte hebben gehad.

### BVD-dossier
De Binnenlandse Veiligheidsdienst (BVD) hield jarenlang een persoonsdossier bij over Luns. Uit het dossier kwamen verdenkingen naar voren dat hij als minister betrokken was bij geheime wapenhandel met het Portugal van dictator António de Oliveira Salazar en zou hij meerdere buitenlandse bankrekeningen hebben gehad. Ook bevatte het dossier informatie over seksuele escapades van de minister. De aantijgingen zijn nooit serieus onderzocht.

## Historische waardering
De eens zo populaire Luns werd na zijn ministerschap verguisd in Nederland. De reden was dat hij tussen 1933 en 1936 lid van de NSB was geweest. Hoe Luns zelf met de bekendmaking van dat nieuws omging zorgde ook voor de nodige verwarring, deed zijn positie geen goed en leidde tot reputatieschade in eigen land. Voor zijn politieke tegenstanders was het NSB-lidmaatschap het bewijs dat hij nooit gedeugd had. Na de verklaring van zijn schoonzus Adèle Luns-Van der Made kwam het tot een nieuwe publieke afstraffing in de Nederlandse media, maar NRC-columnist Jérôme Heldring was positiever:

...dat een vlek op zijn blazoen is alswel de paniek waarin hij raakte toen dit was ontdekt, een paniek die hem verleidde tot een onnodige leugen. (...) Iedereen weet dat Luns geen linkse democraat was (laat staan een linkse antidemocraat), maar dat maakt iemand nog niet tot een landverrader. Dat ministerschap moet op zijn eigen merites (of démérites) beoordeeld worden.

De in 2010 verschenen biografie over Luns van Albert Kersten leidde niet tot rehabilitatie van de staatsman.

## Persoonlijkheid
Luns was met zijn lengte van 1,95 meter, de hoffelijkheid die hij uitstraalde en zijn hese stem een markante verschijning. Hij stond bekend als een begenadigd spreker die met fraaie woordspelingen en ontwapenende zelfspot de lachers op zijn hand kreeg. Luns maakte ook geregeld naamgrappen. Tijdens een debat over de Nieuw-Guineakwestie op 3 januari 1962 verhaspelde hij de naam van PSP-Kamerlid Henk Lankhorst. Deze noemde hij aanvankelijk "Langkamp" of "Lamkan" en vervolgens binnensmonds "Lamstraal". De uitspraak haalde de pers en Luns bood een dag later zijn excuses aan. Hij beschikte over een rijk arsenaal aan anekdotes en moppen, zowel in het Nederlands als in het Frans en Duits, en gebruikte die om de spanning tijdens besprekingen te breken. Voor de buitenwereld was hij een opgewekte, vriendelijke man, maar in werkelijkheid was hij een hypochonder.

## Media en populariteit
In zijn gehele carrière en daarna schuwde Luns de publieke aandacht niet. Hij investeerde in contacten met journalisten en maakte handig gebruik van de opkomst van de televisie om daarmee bekendheid te verwerven in binnen- en buitenland. Voor hem was televisie een voortzetting van politiek met andere middelen en hij deed zijn televisieoptredens graag met een grap en knipoog. Door zijn veelvuldige optreden op de televisie wist Luns uit te groeien tot een in Nederland populaire persoonlijkheid. In 1963 werd Luns in een onderzoek van NIPO uitgeroepen tot populairste Nederlander en liet daarmee Mies Bouwman achter zich. Ook na zijn pensioen verscheen hij nog herhaaldelijk op televisie, bij onder andere AVRO Televizier en TROS Aktua, en kreeg hij vaak een podium in De Telegraaf en Elsevier. Na de instorting van het communisme in Europa in 1989 verdween hij langzaam uit de belangstelling van de media. De uiteindelijk lage waardering van Luns na zijn dood blijkt ook uit het feit dat in Nederland slechts één straat naar de politicus is vernoemd, in Goes. Overigens kent ook de Belgische plaats Nijvel een Rue Joseph Luns.

## Onderscheidingen

### Nederlandse onderscheidingen
- grootkruis in de Orde van de Nederlandse Leeuw (1971)
- officier in de Orde van Oranje-Nassau (1949)
- Herinneringsmedaille Zilveren huwelijk (1962)
- Huwelijksmedaille 1966 (1966)

### Buitenlandse onderscheidingen
- grootkruis in de Orde van het Zuiderkruis van Brazilië (1953)
- grootkruis in de Orde van Sint-Olaf van Noorwegen (1953)
- grootkruis in de Orde van Verdienste van Italië (1953)
- grootkruis in de Leopoldsorde van België (1954)
- grootkruis in de Orde van George I van Griekenland (1954)
- grootkruis in de Orde van Menelik II (1954)
- grootkruis in de Orde van de Eikenkroon van Luxemburg (1955)
- grootkruis in de Orde van de Witte Olifant van Thailand (1955)
- grootkruis in de Orde van de Poolster van Zweden (1955)
- grootkruis in de Orde van Verdienste van Peru (1956)
- grootkruis Orde van Boyaca van Colombia (1956)
- grootkruis in de Orde van Verdienste van Adolf van Nassau van Luxemburg (1956)
- grootkruis in de Orde van Verdienste van Oostenrijk (1956)
- grootkruis in de Orde van de Ster van Afrika van Liberia (1957)
- grootkruis in de Orde van Vasa van Zweden (1957)
- grootkruis in de Orde van Manuel Amador Guerrero van Panama (1957)
- grootkruis in de Orde van Pius IX van de Heilige stoel (1957)
- grootkruis in de Orde van Duarte, Sanchez en Mella van Dominicaanse Republiek (1957)
- grootkruis in de Orde van Carlos Manuel de Cespedes van Cuba (1958)
- grootkruis in de Legioen van Eer van Frankrijk (1958)
- grootkruis in de Orde van Isabella de Katholieke van Spanje (1958)
- grootkruis in de Orde van Rubén Dario van Nicaragua (1958)
- grootkruis in de Orde van Sint-Michaël en Sint-Joris van Verenigd Koninkrijk (1958)
- grootkruis in de Orde van de Dannebrog van Denemarken  (1959)
- grootkruis in de Orde van Homayoun van Iran (1959)
- grootkruis in de Orde van Morazán van Honduras (1959)
- grootkruis 1ste klasse in de Orde van de Azteekse Adelaar van Mexico (1960)
- grootkruis in de Orde van de Azteekse Adelaar van Mexico (1960)
- grootkruis in de Orde van de Zon van Peru (1960)
- grootkruis in de Orde van de Kroon van Siam van Thailand (1960)

- commandeur in de Orde Tri Shakti Patta van Nepal (1950)
- officier in de Orde van Christus van Portugal (1944)
- officier in de Orde van het Openbaar Onderricht (1955)

Deze lijst werd opgesteld aan de hand van de inventaris van het archief van Luns bij het Nationaal Archief.